# Pollution de l'air

En 2013, l'Organisation mondiale de la santé a reconnu que la pollution de l'air extérieur est un cancérigène certain.

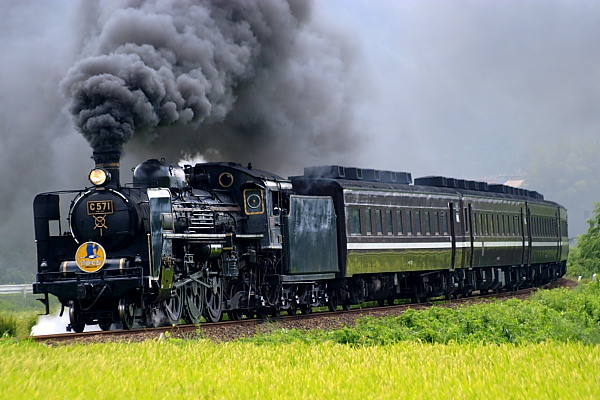
Les émissions de monoxyde de carbone, de soufre, de suies et de particules liées à la combustion du charbon ont probablement été la première source de pollution majeure de l'air, dès le début de l'ère industrielle. Les transports ferroviaires y contribuaient largement, davantage par la construction des infrastructures (notamment la fabrication des rails) que du fait des émanations des locomotives.

La pollution de l'air (ou pollution atmosphérique) est une altération de la qualité de l'air pouvant être caractérisée par des mesures de polluants chimiques, biologiques ou physiques (appelés « aérocontaminants »). Elle peut avoir des conséquences préjudiciables à la santé humaine, aux êtres vivants, au climat, ou aux biens matériels.
Les polluants peuvent être d'origine naturelle ou anthropique et concerner l'air atmosphérique ou l'air intérieur des espaces clos (véhicules, maisons, usines, bureaux). Ils constituent généralement des cocktails de polluants tels que des particules en suspension, ou autres substances dont la concentration et les durées de présence suffisent à produire un effet toxique ou écotoxique. Ils peuvent interagir avec la lumière (pollution photochimique). On peut distinguer les polluants rejetés directement par l'homme (dioxyde de carbone, dioxyde de soufre, métaux lourds…), ou polluants primaires, de ceux qui se forment par la réaction des polluants entre eux dans l'atmosphère, soit les polluants secondaires.
Dans le monde, pour la période 1990-2016, la pollution de l'air est le cinquième facteur de risque pour la santé (après la malnutrition, les risques alimentaires, l'hypertension artérielle et le tabagisme). Elle provoque la mort prématurée de sept millions de personnes chaque année.

## Définition
La pollution de l'air, selon Santé publique France, est un « ensemble de gaz et de particules en suspension présents dans l’air (intérieur ou extérieur) dont les niveaux de concentration varient en fonction des émissions et des conditions météorologiques, et qui sont nuisibles pour la santé et l’environnement ».

## État des lieux
On distingue des polluants rejetés directement par l'homme (dioxyde de carbone, dioxyde de soufre, métaux lourds…), dits « polluants primaires », et ceux qui se forment par la réaction des polluants entre eux dans l'atmosphère, dits « polluants secondaires ».

### Impacts sur la santé humaine
En 1979, l'Organisation des Nations unies (ONU) encadre la mise en place d'une Convention sur la pollution atmosphérique transfrontière à longue distance.
À titre d'exemple : en 2005, aux États-Unis, environ 130 000 morts étaient liées aux particules fines PM2,5 et 4 700 à la pollution à l'ozone troposphérique (O3).
En 2014, l'Organisation mondiale de la santé (OMS) estime à près de sept millions le nombre de morts prématurées dues à la pollution de l'air en 2012. Les pays à revenus faibles et intermédiaires sont davantage touchés, particulièrement en Asie. Plus de la moitié des cas sont dus à la pollution intérieure (en particulier à la cuisine sur des réchauds à charbon, à bois ou à combustibles de la biomasse). Les maladies cardiovasculaires causent 80 % des décès liés à la pollution extérieure (40 % d'accident vasculaire cérébral et 40 % de cardiopathies ischémiques) ainsi que 60 % de ceux dus à la pollution intérieure (34 % d'AVC et 26 % de cardiopathies ischémiques), suivis par les bronchopneumopathies chroniques obstructives (pollution extérieur : 11 %, intérieure : 22 %).
En 2015, environ 4,2 millions de personnes seraient mortes d'un air malsain. Les particules lourdes (suies) ont diminué, mais les décès dus à l'inhalation de particules fines aéroportées ont augmenté de plus de 20 % entre 1990 et 2015, notamment en Afrique du Nord et au Moyen-Orient en raison d'un climat sec, mais aussi au Bangladesh, en Inde et en Chine en raison de l'explosion des transports, de l'urbanisation, de l'industrie et de la combustion du bois et du charbon. Respirer des particules polluantes est devenu le cinquième risque majeur pour la santé, derrière l'hypertension artérielle, le tabagisme, l'hyperglycémie et l'hypercholestérolémie.
Cette même année 2015, en France, une commission d'enquête parlementaire évalue le coût annuel de la pollution de l'air en dépenses de santé, absentéisme dans les entreprises et impacts indirects et non sanitaires à au moins 100 milliards d'euros,,.
En 2016, l'Agence nationale de santé publique estime que la pollution de l'air est responsable de 48 000 morts par an en France. Sylvia Médina, coordinatrice du programme Air et santé de l'agence, estime que cet impact est sous-estimé.
Dans le monde, pour la période 1990-2016, la pollution de l'air est le cinquième facteur de risque pour la santé (après la malnutrition, les risques alimentaires, l'hypertension artérielle et le tabagisme).
En 2017, selon le rapport State of Global Air 2017 du Health Effects Institute de Boston, plus de 90 % de la population mondiale respire un air malsain.
En 2018, l'OMS évalue à sept millions le nombre de personnes qui meurent dans le monde parce qu'elles respirent un air trop chargé en particules fines, dont 4,2 millions de victimes de la pollution de l'air extérieur et 3,8 millions pour celle de l'air intérieur. 91 % de la population mondiale est exposée quotidiennement à un air contenant de hauts niveaux de polluants.
Une étude parue en mars 2019 dans la revue de cardiologie European Heart Journal (en) estime à 8,8 millions le nombre de morts prématurées chaque année dans le monde. Cette nouvelle évaluation est deux fois plus élevée que les précédentes ; elle dépasse l'estimation de la mortalité due au tabac, chiffrée à 7,2 millions de décès en 2015 par l'OMS. L'étude estime à 790 000 le nombre de morts dues à la pollution de l'air en 2015 dans l'ensemble de l'Europe, dont 67 000 en France. Cette estimation est nettement supérieure à celle de l'Agence européenne pour l'environnement (AEE). La Chine paie le plus lourd tribut, qui compte 2,8 millions de morts. En moyenne, la surmortalité mondiale attribuée à la pollution de l'air est de 120 décès par an pour 100 000 habitants ; ce taux est supérieur en Europe (133), bien que les contrôles y soient plus stricts que dans d'autres régions. L'Europe de l'Est est particulièrement touchée, avec 36 000 morts/an pour la Roumanie ou 76 000 pour l'Ukraine, soit des taux supérieurs à 200 décès pour 100 000 habitants. Le professeur Jos Lelieveld, rattaché à l'institut Max-Planck de chimie de Mayence et l'un des auteurs de l'étude, conclut : « Dans la mesure où la plupart des particules fines et des autres polluants de l'air en Europe proviennent de la combustion des énergies fossiles, il est urgent de passer à d'autres sources d'énergie ».
En juillet 2020, l'Energy Institute de l'université de Chicago publie un rapport sur la perte d'espérance de vie due à la pollution de l'air. Il estime que l'espérance de vie des humains augmenterait de près de deux ans si tous les pays se conformaient aux directives de qualité de l'air édictées par l'Organisation mondiale de la santé. Cette perte est très inégalement répartie : en 2018, les plus gros perdants, avec cinq années de longévité potentielle en moins en moyenne, sont les habitants du Bangladesh (6,2 ans), de l'Inde (5,2 ans), du Népal et du Pakistan. Dans cette partie du sud de l'Asie, les niveaux de pollution de l'air ont augmenté de 44 % en vingt ans. À l'inverse, la Chine a réussi à réduire la pollution de l'air de près de 40 % en cinq ans alors que les États-Unis et l'Europe ont mis plusieurs décennies pour atteindre les mêmes taux de dépollution.
Le 21 octobre 2020, un rapport de l'Alliance européenne de santé publique (en) estime le coût de la pollution de l'air à 166 milliards d'euros (178 milliards de francs suisses) par an en Europe. Il compare les trois principaux polluants atmosphériques, les particules en suspension (PM), le dioxyde d'azote (NO2) et l'ozone (O3), et leurs coûts sociaux. Paris arrive à la septième place et Londres est en tête des villes où ce coût est le plus élevé (11,4 milliards d'euros), devant Bucarest et Berlin.
Selon un rapport sur la qualité de l'air mondiale publié le 29 août 2023 par l'Institut de politique énergétique de l'université de Chicago (EPIC), la pollution aux particules fines — émises par les véhicules motorisés, l'industrie et les incendies — représente « la plus grande menace externe pour la santé publique » dans le monde. La pollution atmosphérique dégrade davantage la santé mondiale que le tabagisme ou la consommation d'alcool, particulièrement en Asie et en Afrique. La pollution aux particules fines augmente le risque de développement de maladies pulmonaires, cardiaques, d'AVC et de cancers.

## Types de pollutions atmosphériques

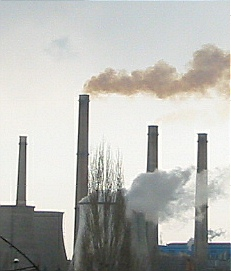
Pollution de l'air.

On compte aujourd'hui des dizaines de milliers de molécules différentes, polluants avérés ou suspectés qui, pour beaucoup, agissent en synergie entre eux et avec d'autres paramètres (ultraviolets solaires, hygrométrie, acides, etc.). Les effets de ces synergies sont encore mal connus. Cette pollution atmosphérique (ou intérieure) est un enjeu de santé publique, au niveau mondial comme individuel.
Cette pollution peut revêtir de multiples formes et être :
- brève ou chronique ;
- visible (fumée) ou invisible (pesticides dans l'air[20], benzène de l'essence) ;
- émise massivement ou en faible dose ;
- émise en quantité dispersée (exemple : pollution émise par les centaines de millions de pots d'échappement) ;
- locale et émise par une source fixe (exemple : cheminée, usine), ou émise par des sources mobiles (épandeurs de pesticides, transport routier, maritime ou aérien) ;
- naturelle (exemple : feux de forêt) ou d'origine anthropique.

L'ensemble de ces sources contribuant à une pollution globale intérieure ou extérieure (exemple : augmentation de l'effet de serre due au dioxyde de carbone ou composés organiques volatils dans l'espace domestique).

## Histoire

### Généralités
Fin 2014, un sondage annuel montrait que la pollution de l'air et le changement climatique étaient les deux préoccupations principales des Français en matière d'environnement, atteignant « leur plus haut niveau depuis le début de la décennie », mais les ménages semblaient moins disposés qu'auparavant à agir pour l'environnement ou à changer de comportement, ou de produit, si cela leur coûte plus cher.
La qualité de l'air urbain et des habitations est aujourd'hui souvent critiquée, mais l'air intérieur de nombreux logements des siècles passés était également pollué par des foyers défaillants et nocifs pour la santé des résidents. La pollution de l'air n'est ainsi pas un phénomène récent et s'inscrit au contraire sur l'échelle multiséculaire de l'histoire de l'homme et de ses activités. La sensibilité à ce problème et l'ampleur du phénomène ont cependant évolué au fil du temps, devenant aujourd'hui un enjeu de santé publique et de santé environnementale de plus en plus médiatisé et sensible.

### XVIIIesiècle
Peu avant la Révolution française, le physicien et abbé Pierre Bertholon de Saint-Lazare (1741-1800) publie un mémoire sur les moyens de garantir la salubrité de l'air dans les grandes villes et les lieux habités. Il y estime qu'en 24 heures, « un homme consomme ou vicie par sa seule respiration vingt muids d'air, chacun de deux cent quatre-vingt-huit pintes, et quarante muids par les vapeurs qui sortent de son corps ; de sorte que, enfermé dans une chambre, il altéreroit ainsi soixante muids d'air pendant cet espace de temps ». Ainsi, « trois cent hommes qui pendant un mois seroient placés dans l'étendue d'un arpent de terrain, y formeroient de transpiration une atmosphère de foixante et onze pieds de hauteur qui deviendroit bientôt pestilentielle si elle n'étoit dissipée par les vents ; observation bien démontrée qui arrive dans les camps qui relient trop longtemps au même endroit ». Ce à quoi il faut ajouter « les causes qui résultent des arts nuisibles à la pureté de l'air, qu'on s'obstine à enfermer dans les enceintes des villes, etc. tandis que d’un autre côté on détruit tout ce qui pourroit corriger l’air, en arrachant le peu d’arbres et de végétaux qui se trouvent répandus dans leur divers quartiers […] On semble tous les jours oublier que Ternate a donné un terrible exemple des malheurs résultants de la suppression de ces végéraux, & que les hollandois eurent fait couper les girofliers qui y étoient en grand nombre, il survint des maladies qui firent périr une multitude d’habitants. Les nouvelles observations de plusieurs physiciens sur la qualité d’air méphitique qu'absorbent les végétaux, & la quantité considérable d’air déphlogistiqué ou d’air vital qu'ils versent dans l’atmosphère, ces observations démontrent encore de la manière la plus convaincante, les avantages précieux que les plantes & les arbres en particulier peuvent procurer[réf. incomplète]. »
Bertholon rappelle l'importance du pavage des villes, du nettoyage des rues et l'importance d'un bon système d'égouts (qui ne doivent pas aboutir à des fosses fermées où les eaux stagnent et fermentent ; il cite le cas de plusieurs personnes mortes sur le champ en respirant un air pollué par l'air méphitique émanant d'une telle fosse, lequel pouvait noircir les galons dorés dit-il.

### Depuis leXIXesiècle

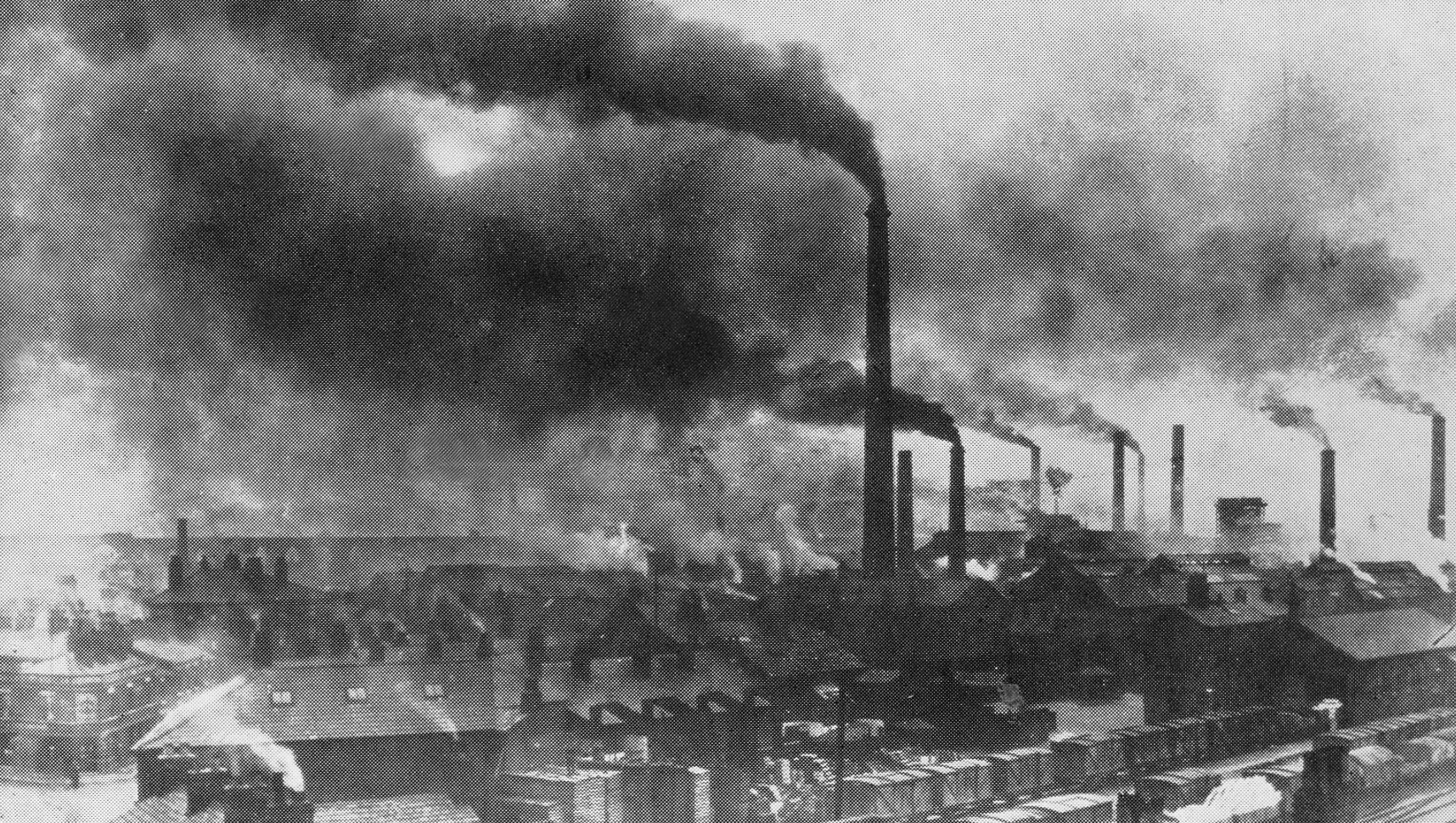
Avec la révolution industrielle, la pollution de l'air est devenue plus visible et manifeste.

Au XIXe siècle, de nouvelles formes de pollution se sont développées de façon massive et récurrente dans les villes de la révolution industrielle, notamment à cause de l'utilisation croissante du charbon et des usines,,.
À Montlignon, par exemple, les pépiniéristes et arboriculteurs accusent les tuiliers de corrompre leurs plantations par la pollution de l'air.
Ce phénomène est d'autant plus grave pour la santé lorsqu'une grande partie de l'habitat ouvrier se trouve à proximité immédiate des lieux de production. Au XXe siècle les avions émettent des polluants dans des couches de plus en plus hautes de l'atmosphère, où ils sont exposés à des phénomènes photochimiques complexes. Pourtant, les panaches de fumées industrielles et la pollution de l'air ont dans un premier temps été appréciés, par exemple par des industriels de l'Angleterre victorienne qui ne voyaient dans les villes et rues enfumées de la révolution industrielle que des signes de richesse et de progrès. Bien plus tard, dans les années 1960 aux États-Unis, interpellé sur la puanteur des émissions d'une grande papeterie de l'Alabama située à une trentaine de kilomètres mais qui atteignait la capitale de l'État, le gouverneur George Wallace pouvait encore répondre « that's the smell of prosperity » (« c'est l'odeur de la prospérité »).
Dans le monde en 2018, les grandes masses d'air sont les plus polluées dans les aires industrielles et urbaines congestionnées de pays émergents très peuplés à revenu faible ou intermédiaire et notamment en Inde (qui compte neuf des dix villes les plus polluées au monde), au Nigeria et en Chine, mais nombre de grandes villes européennes riches ne parviennent pas non plus à respecter toutes les normes de l'OMS.
Un projet européen (FAIRMODE), conjointement porté par des scientifiques, le Centre commun de recherche de la Commission européenne et l’Agence européenne pour l'environnement, a pour objectif d'améliorer les modèles de pollution de l'air afin d'offrir au monde médical, aux urbanistes et aux décideurs de meilleurs outils et données pour la prise de décision.

#### Paris depuis 1992

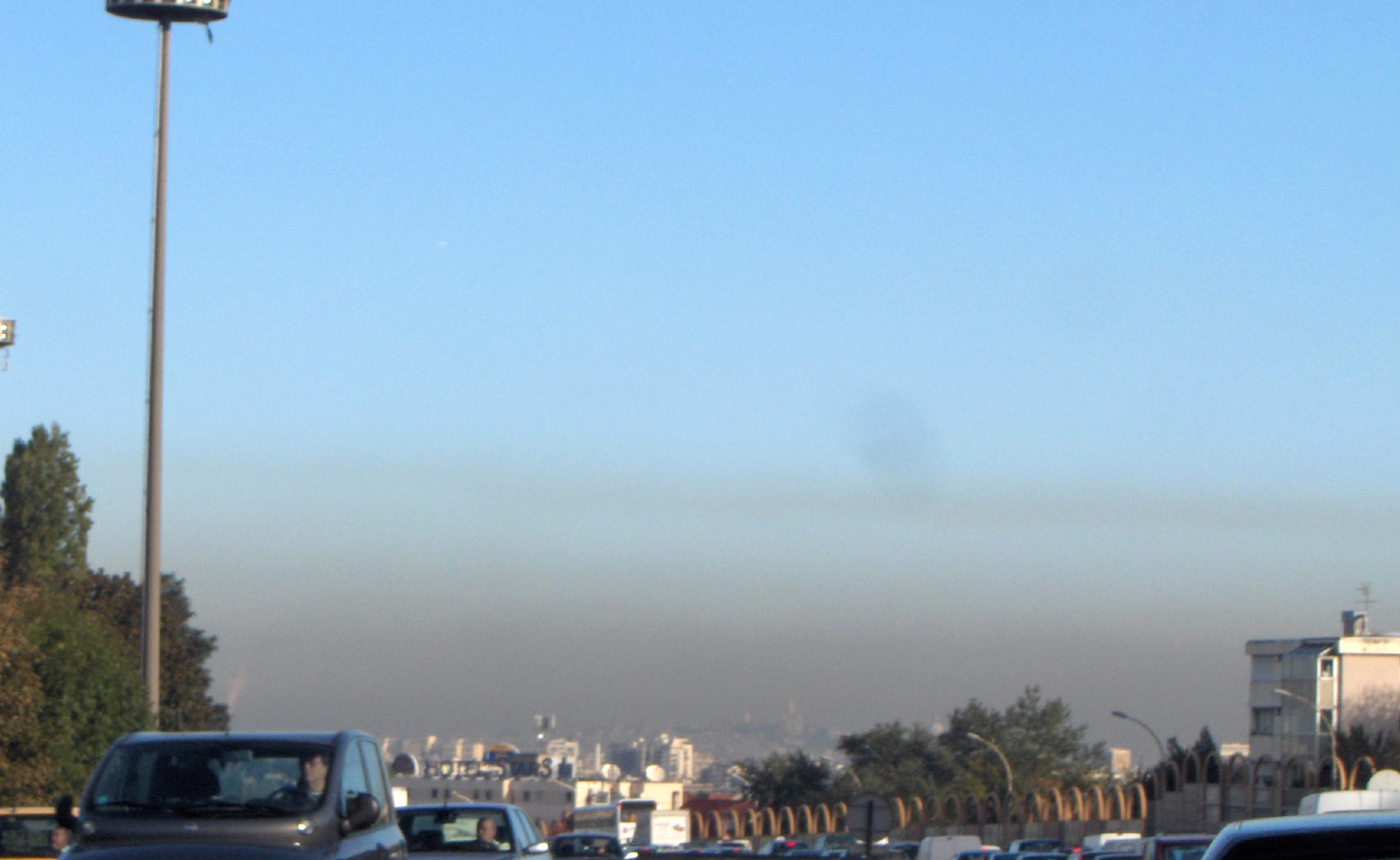
Pollution atmosphérique au-dessus de Paris.

De 1992 à 2015, la pollution urbaine s'est globalement réduite à Paris, sauf pour un paramètre : la pollution par l'ozone troposphérique :
- dioxyde d'azote (NO2) : baisse de 54 à 30 µg/m3 ;
- oxydes d'azote (NOx) : baisse de 105 à 47 µg d'équivalent NO2/m3 ;
- monoxyde d'azote (NO) : baisse de 36 à 11 µg/m3 ;
- benzène (C6H6) : baisse de 5,6 à 1 µg/m3 ;
- monoxyde de carbone (CO) : baisse de 500 à 300 µg/m3 ;
- dioxyde de soufre (SO2) : baisse de 27 à 6 µg/m3, puis sous la limite de détection depuis 2007 ;
- fumées noires : baisse de 34 à 10 µg/m3 ;
- particules PM10 : baisse de 21 à 11 µg/m3 ;
- particules PM2,5 : baisse de 22 à 13 µg/m3, sensible surtout depuis 2010 ;
- cadmium (Cd) : diminution régulière (passé de 0,68 à 0,28 µg/m3 entre 1999 et 2007), tant en pollution de fond que près du trafic[30] ;
- plomb : c'est la baisse la plus spectaculaire, expliquée par l'interdiction du plomb dans l'essence : −97 % entre 1991 et 2007[30].

L'ozone en revanche est passé de 19 à 45 µg/m3.
L'arsenic dans l'air reste globalement stable sauf sur la station où il s'est élevé de 2002 à 2005 (date à laquelle les mesures ont cessé).

### Problèmes nouveaux ou émergents
Cette section ne s'appuie pas, ou pas assez, sur des sources secondaires ou tertiaires indépendantes du sujet. Le texte peut contenir des analyses inexactes ou inédites de sources primaires.
Pour l'améliorer, ajoutez-en, ou placez des modèles {{Source secondaire souhaitée}} ou {{Source secondaire nécessaire}} sur les passages mal sourcés. (octobre 2023)
Parmi les nouveaux types de polluants, on peut citer des pollens nouveaux (apportés par des plantes introduites allergènes comme l'ambroisie). De plus, les pollens sont érodés et dégradés chimiquement par l'air, dont l'acidité et le caractère oxydant augmentent. Ils deviennent ainsi plus allergènes,,,,,,,.

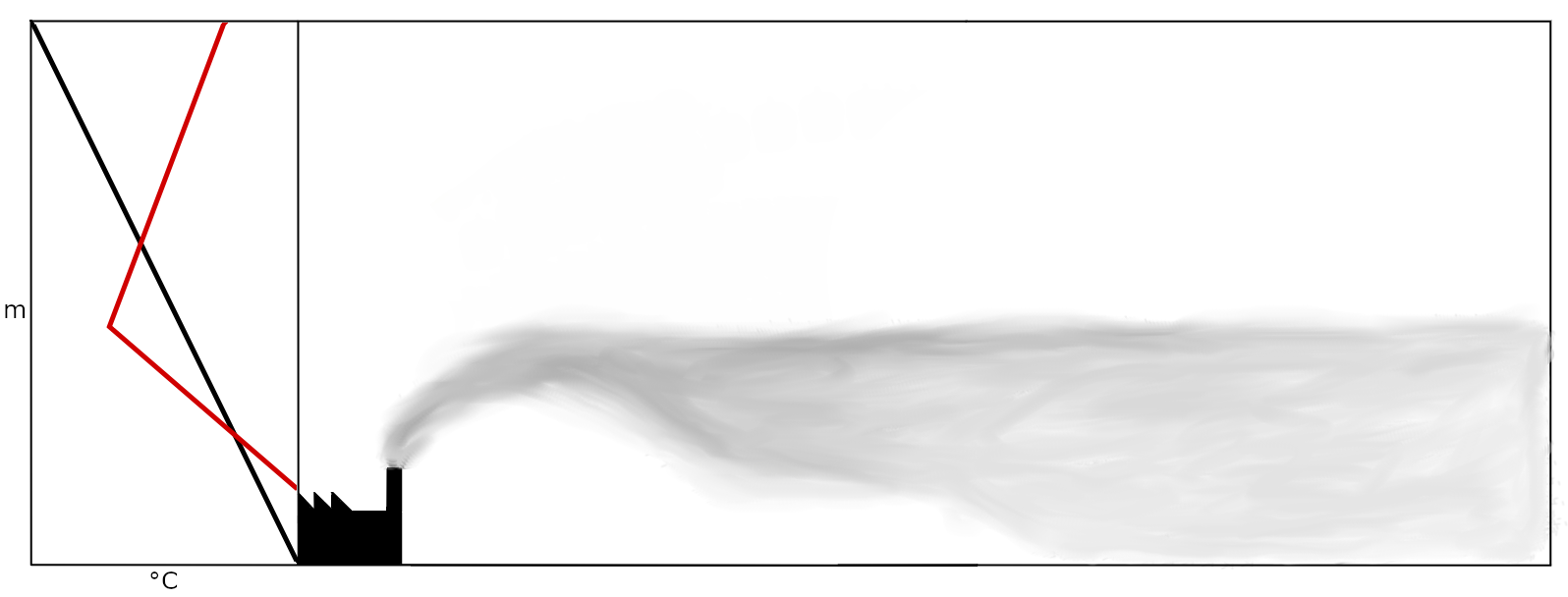
Effet d'une couche d'inversion sur la dispersion des polluants (en noir et rouge, l'évolution de la température avec l'altitude respectivement sans et avec couche d'inversion).

## Polluants atmosphériques et gaz à effet de serre
Les polluants atmosphériques et les gaz à effet de serre ne doivent pas a priori être confondus, mais ce sont parfois les mêmes et le changement climatique pourrait avoir des conséquences (souvent aggravantes et synergiques) sur la plupart des pollutions de l'air (synergies qui font en France l'objet d'études par l'Institut national de l'environnement industriel et des risques,, depuis 2009 au moins,).
Les types de polluants émis ou transformés dans l'atmosphère sont très nombreux. Même si leurs concentrations sont très faibles (mesurées en général en microgrammes par mètre cube), ils peuvent avoir des effets notamment sur la santé.
Les gaz à effet de serre ne sont pas à proprement parler des polluants atmosphériques,.
Si l'on prend l'exemple de la pollution routière :

« Les véhicules sont à l'origine de deux types bien distincts d'émissions dans l'atmosphère : les polluants de l'air dits locaux composés de gaz toxiques (ex. : monoxyde de carbone, oxydes d'azote) ou de particules nocives qui ont un effet direct sur la santé (voies respiratoires et maladies cardio-vasculaires) et le dioxyde de carbone ou CO2. Principal gaz à effet de serre responsable du changement climatique, il a peu d'effet direct sur la santé. »

Le Centre interprofessionnel technique d'études de la pollution atmosphérique (Citepa) regroupe par thème l'effet de serre (gaz à effet de serre) et quatre principaux types de pollution de l'air.

### Effet de serre
L'effet de serre est un phénomène naturel lié à l'absorption des rayonnements infrarouge (IR) de grande longueur d'onde émis par la surface terrestre, par des composés présents dans l'atmosphère appelés gaz à effet de serre (GES) : dioxyde de carbone (CO2), méthane (CH4), vapeur d'eau (H2O), ozone (O3), protoxyde d'azote (N2O), hexafluorure de soufre (SF6) et halocarbures (dont les CFC). L'énergie absorbée est transformée en chaleur.
Les gaz à effet de serre analysés par le Citepa sont ceux d'origine anthropique, désignés par le protocole de Kyoto : dioxyde de carbone, méthane, protoxyde d'azote, hexafluorure de soufre, hydrofluorocarbures (HFC) et perfluorocarbures (PFC).

### Acidification, eutrophisation, pollution photochimique

#### Acidification
L'acidification est l'augmentation de l'acidité d'un sol, d'un cours d'eau ou de l'air en raison des activités humaines. Ce phénomène peut modifier les équilibres chimiques et biologiques et affecter gravement les écosystèmes. L'augmentation de l'acidité de l'air est principalement due aux émissions de SO2, NOx et HCl, lesquels, par oxydation, donnent les acides HNO3 et H2SO4. Les pluies acides qui en résultent ont un pH voisin de 4 à 4,5.

#### Eutrophisation
L'eutrophisation correspond à une perturbation de l'équilibre biologique des sols et des eaux due à un excès d'azote par rapport à la capacité d'absorption des écosystèmes. Cela peut entraîner des problèmes comme une croissance excessive des algues.

#### Pollution photochimique
Elle fait intervenir des phénomènes catalytiques, liées aux ultraviolets solaires, sources de molécules dites « superoxydantes », telles que l'ozone, lesquelles peuvent interagir avec d'autres polluants pour par exemple et notamment contribuer aux phénomènes dits de « pluie de mercure ».

### Métaux lourds
Les métaux lourds posant problème pour l'environnement et la santé sont des nanoparticules ou sont généralement associés aux aérosols de petite taille. Quand ils sont présents dans l'air (pollution industrielle, combustion, etc.), ils sont principalement évacués du compartiment atmosphérique par dépôt humide. Ils se retrouvent alors dans les sols, les sédiments et l'eau interstitielle puis dans les organismes et les écosystèmes, auxquels ils peuvent poser problème. Certains invertébrés (vers par exemple) peuvent les fixer grâce à des molécules chélatrices (métalloprotéines en général) et en excréter une partie via leur mucus ou excréments ; ils peuvent alors les remonter en surface du sol ou des sédiments ; ces métaux ou métalloïdes sont alors à nouveau biodisponibles pour les bactéries, les plantes ou d'autres espèces qui peuvent à nouveau les bioaccumuler.

### Polluants organiques persistants
Ces polluants ont deux origines principales :
- la production de produits chimiques, en particulier, celle des pesticides, des PCB et de l'hexachlorocyclohexane ;
- la production non-intentionnelle, en particulier par combustion, notamment la combustion du bois et dans les incinérateurs d'ordures ménagères. Cette deuxième origine concerne principalement les dioxines, les furanes et les hydrocarbures aromatiques polycycliques (HAP).

### Particules
En France, selon une étude réalisée de 2008 à 2011 par le programme européen Aphekom, les émissions de particules fines proviennent à 34 % du chauffage domestique, 31 % de l'industrie, 21 % de l'agriculture et 14 % des transports. La part du transport était toutefois plus élevée en ville. Elle atteignait 29 et 32 % à Paris (PM10 et PM2,5), et 72 et 91 % à Marseille (PM10 et PM2,5). Le transport routier seul était responsable de 52 % des émissions de particules fines à Barcelone et Rome, 60 % à Séville, 62 % à Marseille et 68 % à Bruxelles,.
Une étude d’Airparif de 2017 sur la région Île-de-France montre l'importance de la saisonnalité sur les émissions particulaires en ville. En hiver et en automne, la contribution du transport routier aux particules PM10 n'est que de 15 % en Île-de-France contre 25 % en été ; l'écart est encore plus net pour les particules PM2,5, puisque la contribution du transport routier varie de 14 % en hiver à 39 % en été. En automne-hiver la plus importante source de particules fines est le secteur résidentiel : de l’ordre de 50 %, en raison du chauffage au bois notamment.

## Prévalence

Près de 30 % des Européens vivant en ville sont exposés à des niveaux de polluants atmosphériques supérieurs aux normes de qualité de l’air de l’Union européenne, et environ 98 % des Européens vivant en ville sont exposés à des niveaux de polluants atmosphériques jugés néfastes pour la santé par les lignes directrices, plus strictes, de l’Organisation mondiale de la santé.

La pollution diffuse de l'air est générale, y compris en Europe, ; les retombées de la pollution atmosphérique touchent tous les continents, toutes les mers (également concernées par les émissions croissantes des transports maritimes) et les glaces polaires. La haute atmosphère n'est pas épargnée, comme en témoignent les abondantes traînées d'avion, et il en va de même pour la stratosphère dont la couche d'ozone n'est pas encore reconstituée.
Une étude publiée en novembre 2018 par l'Institut de politique énergétique de l'université de Chicago (EPIC) évalue à 1,8 année la perte d'espérance de vie due à la pollution de l'air au niveau mondial, ce qui en fait le premier fléau avant le tabagisme (1,6 année) et les autres drogues, alcool compris (11 mois). La pollution de l'air réduit l'espérance de vie de 4,3 ans en Inde, et même de 10 ans à New Delhi. Des politiques publiques de prévention ont réussi à améliorer l'espérance de vie :
- aux États-Unis, l'espérance de vie s'est accrue de 1,5 an depuis 1970 grâce à l'entrée en vigueur, la même année, du Clean Air Act, loi fédérale fixant des valeurs limites d'émission pour les véhicules et dans l'industrie. Dix ans après sa promulgation, les rejets de particules fines ont diminué de moitié ;
- en Chine, la pollution de l'air fait chuter de 2,89 ans la longévité de chaque habitant en moyenne (5,7 ans pour un Pékinois), la situation s'améliore ; entre 2013 et 2016, les rejets de particules fines ont baissé de 12 % sous l'effet d'une évolution de la législation (fermetures de centrales électriques au charbon, restriction du nombre de véhicules en circulation dans les grandes villes) ; l'espérance de vie a progressé de six mois en seulement trois ans[59].

Les statistiques de l'Organisation mondiale de la santé (OMS) attribuent à la pollution de l'air plus de 7 millions de décès pour 2012, dont 600 000 enfants de moins de cinq ans. Les régions les plus touchées sont l'Extrême-Orient : 2,8 millions (172 décès pour 100 000 habitants) et le Sud-Est asiatique : 2,3 millions (124 décès/100 000 hab.) ; l'Europe compterait 582 000 décès/an (106 décès/100 000 hab. dans les pays à revenus faibles et moyens et 47 dans les pays à revenus élevés).
Pour des raisons de moindre présence d'activités humaines, agricoles et industrielles notamment, l'hémisphère sud est moins touché que l'hémisphère nord.

### Pollution des villes

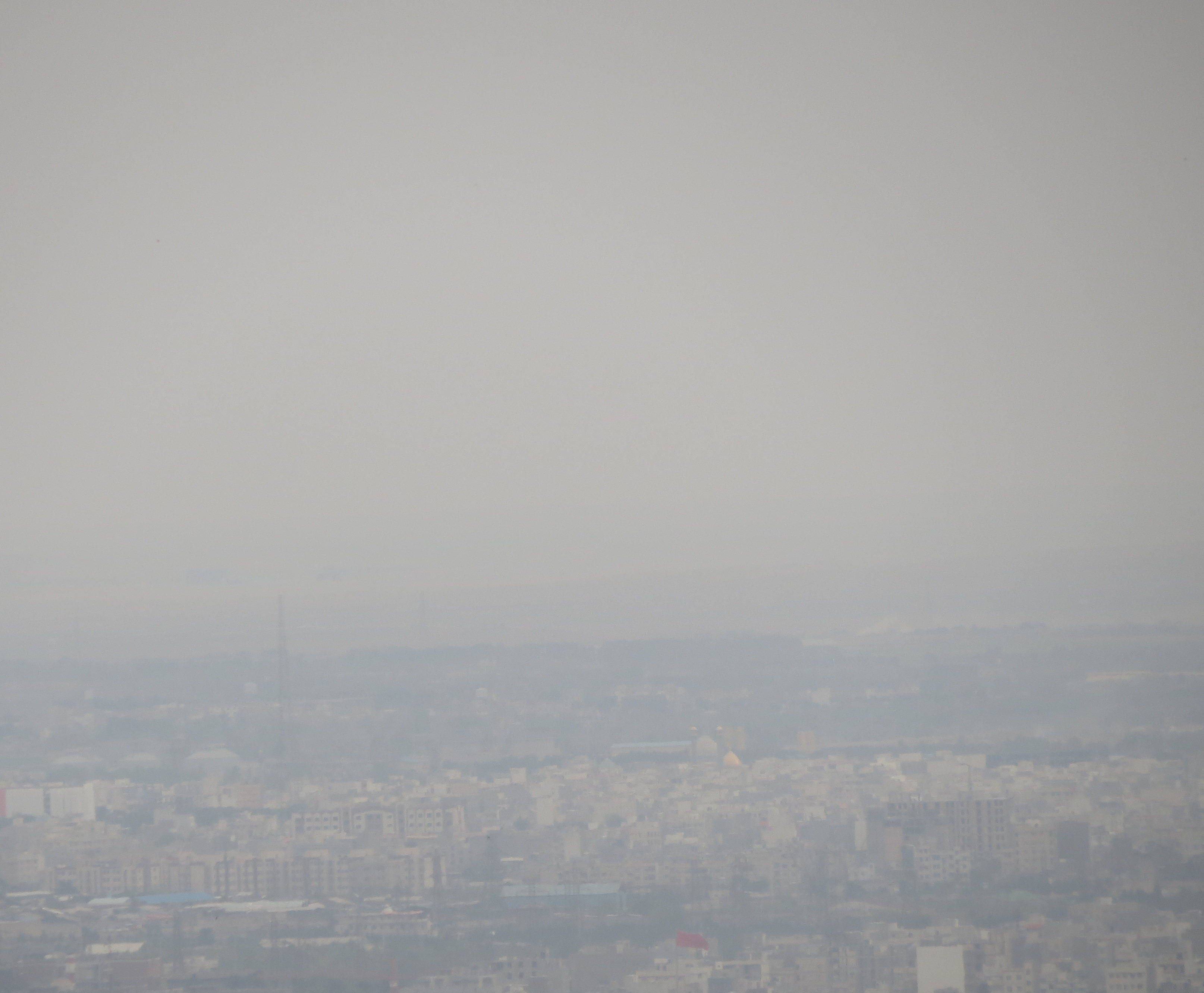
Pollution de l'air à Téhéran.

La forme urbaine, la manière dont on s'y déplace et son degré de végétalisation ont une importance pour la qualité de l'air et le bruit.

#### Véhicules à moteur thermique
En raison de la mauvaise qualité de l'air due au nombre important de voitures vétustes dans l'agglomération, Téhéran fait partie des villes les plus polluées au monde : en novembre 2006, la pollution atmosphérique dans la capitale iranienne aurait fait 3 600 morts, essentiellement par infarctus du myocarde.

#### Chauffage au bois
La combustion du bois a un impact négatif sur la qualité de l'air en ville, qui a notamment été étudié dans quatre villes françaises. Même en milieu urbain, le chauffage au bois émet souvent davantage de poussières fines et autres polluants que la circulation routière,.

#### Pic de pollution
Le vent et la chaleur a une influence sur le déplacement de l'air et de sa pollution. En cas d'anticyclone, principalement dans les îlots urbains et les vallées étroites de montagne, la pollution peut stagner pendant plusieurs jours voire plusieurs semaines, affectant particulièrement les personnes fragiles. C'est le cas de certaines villes françaises, telles que Grenoble, où le préfet peut décider de restreindre la circulation de certains véhicules à moteur thermique ou prendre des dispositions pour réduire l'utilisation du chauffage au bois et l'activité de certaines industries.

### Exemples de pollutions de l'air critiques
| No | Ville           | Pays     | Concentration (µg/m3) |
| -- | --------------- | -------- | --------------------- |
| 1  | Begusarai       | Inde     | 118,9                 |
| 2  | Guwahati        | Inde     | 105,4                 |
| 3  | Delhi           | Inde     | 102,1                 |
| 4  | Mullanpur (en)  | Inde     | 100,4                 |
| 5  | Lahore          | Pakistan | 99,5                  |
| 6  | New Delhi       | Inde     | 92,7                  |
| 7  | Siwan           | Inde     | 90,6                  |
| 8  | Saharsa         | Inde     | 89,4                  |
| 9  | Gossaigaon (en) | Inde     | 89,3                  |
| 10 | Katihar         | Inde     | 88,8                  |
| 11 | Greater Noida   | Inde     | 88,6                  |
| 12 | Faisalabad      | Pakistan | 88,2                  |
| 13 | Hotan           | Chine    | 87,3                  |
| 14 | Bettiah         | Inde     | 85,7                  |
| 15 | Samastipur      | Inde     | 85,3                  |
| 16 | Muzaffarnagar   | Inde     | 85                    |
| 17 | Gurugram        | Inde     | 84                    |
| 18 | Arrah           | Inde     | 83,6                  |
| 19 | Dadri (en)      | Inde     | 83,6                  |
| 20 | Patna           | Inde     | 82,2                  |

Liste non exhaustive :
- biocarburants et qualité de l'air ;
- nuage brun d'Asie ;
- assombrissement global ;
- pluies acides ;
- pollution de Londres ;
- pollution de la vallée de l'Arve ;
- brouillards toxiques dans la vallée de la Meuse ;
- événement de suppression du mercure atmosphérique ;
- smog.

Le tableau ci-contre présente les vingt villes (parmi les 7 323 où se trouve au moins une station de surveillance atmosphérique au sol) ayant enregistré en 2023 la plus forte concentration annuelle en particules fines (de diamètre inférieur ou égal à 2,5 µm). Dix-sept de ces vingt villes sont en Inde (dont les 4 premières), deux au Pakistan et une en Chine (la 2e). Leurs concentrations moyennes sont comprises entre 80 et 120 µg/m3 alors que l'OMS recommande de ne pas dépasser 5 µg/m3,.

## Principales sources de la pollution
On distingue deux types de sources :
- anthropiques, par exemple : émissions des poêles et chaudières (chauffage domestique, notamment le chauffage au bois, et le chauffage industriel), moteurs (trafic routier, maritime et aérien), usines (industries des produits chimiques et pharmaceutiques, des peintures et des enduits, usines d'incinération…), agriculture, etc. ;
- naturelles, par exemple : feux de forêt, érosion éolienne, émissions naturelles de méthane (marécages).

Cette distinction est parfois difficile à établir ; la dégradation anthropique des sols (ex : réchauffement des pergélisol) peut favoriser des émissions de méthane qu'on jugera ou non naturel, de même qu'une aridification anthropique induite par le drainage, le surpâturage, la salinisation et dégradation des sols favorise des envols de poussière qu'il est difficile de différencier des envols naturels à partir des déserts supposés naturels ou originels.

### Principales sources anthropiques en France
Dans le rapport annuel du gouvernement français sur la qualité de l'air pour 2014 (paru le 30 septembre 2015), les principaux polluants sont caractérisés comme suit :
| Polluant                                                                                | Principales sources primaires                               | Réglementation respectée en 2014 |
| --------------------------------------------------------------------------------------- | ----------------------------------------------------------- | -------------------------------- |
| dioxyde de soufre (SO2)                                                                 | Industrie                                                   | Oui                              |
| oxydes d'azote (NOx) dont le dioxyde d'azote (NO2)                                      | Transport routier                                           | Non                              |
| ozone (O3)                                                                              | Pas de sources directes                                     | Non                              |
| particules de diamètre inférieur à 10 μm (PM10)                                         | Résidentiel, industrie, agriculture, transport routier      | Non                              |
| particules de diamètre inférieur à 2,5 μm (PM2,5)                                       | Résidentiel, chauffage au bois en particulier               | Non                              |
| monoxyde de carbone (CO)                                                                | Résidentiel, industrie                                      | Oui                              |
| benzène (C6H6)                                                                          | Résidentiel, transport                                      | Non                              |
| arsenic (As)                                                                            | Industrie                                                   | Non                              |
| cadmium (Cd)                                                                            | Industrie                                                   | Oui                              |
| nickel (Ni)                                                                             | Industrie                                                   | Oui                              |
| plomb (Pb)                                                                              | Transport routier, industrie, aviation légère, fumée de tir | Oui                              |
| hydrocarbures aromatiques polycycliques (HAP), principalement le benzo[a]pyrène (B[a]P) | Résidentiel, chauffage au bois principalement               | Non                              |

La pollution de l'air résulte donc principalement des installations de chauffage, des centrales thermiques et des installations industrielles, des moyens de transport dont les véhicules à moteur (sauf ceux électrique) et de l'agriculture.

#### Gestion des pics de pollution
Le dispositif de gestion des pics de pollution est mis en œuvre localement par les préfets. Ce dispositif a été renforcé en 2010 avec l'abaissement, par décret du 21 octobre 2010, des seuils d'information et recommandation pour les particules PM10 (passage pour le seuil d'alerte de 125 à 80 µg/m3 et le seuil d'information/recommandation passant de 80 à 50 µg/m3. Par ailleurs, l'arrêté du 26 mars 2014 relatif au déclenchement des procédures préfectorales en cas d'épisodes de pollution de l'air ambiant permet d'harmoniser les conditions de gestion, de déclenchement des mesures préfectorales. Il liste des mesures d'urgence dans tous les secteurs d'activité tout en laissant le soin aux préfets de les adapter en fonction du contexte local et du type d'épisode de pollution. Les mesures de restriction visent en priorité, selon le type de pollution :
- la circulation des véhicules ;
- l'utilisation d'appareils de chauffage au bois ;
- le brûlage des déchets verts ;
- les activités industrielles génératrices de pollutions ;
- les épandages agricoles.

(Source : page 20 du rapport gouvernemental sur la qualité de l'air 2014 en France)

### Combustion de biomasse

#### Europe
La combustion de biomasse (feux de cheminée, feux agricoles et feux de jardins) y est une source importante de pollution. L'hiver, 50 à 70 % de la masse des aérosols carbonés vient de la combustion de biomasse, au niveau du sol comme en altitude. Le programme de recherche européen Carbosol (2001-2005) a distingué les aérosols carbonés issus de la combustion de biomasse de ceux émis par la combustion des combustibles fossiles via des traceurs chimiques (notamment le lévoglucosane, sucre produit lors de la combustion incomplète de la cellulose) et au carbone 14, concluant que « la manière la plus efficace de limiter cette pollution à l'échelle continentale, notamment en hiver, consisterait à s'attaquer principalement à la combustion de biomasse par des évolutions technologiques et une réglementation sévère limitant ses modes d'utilisation ». « De telles mesures sont d'autant plus nécessaires, que de récentes études épidémiologiques ont souligné la similarité des effets sur la santé entre les fumées de combustion de biomasse et les produits pétroliers (gazole), tant dans la nature que dans la fréquence des troubles engendrés (affection respiratoire, cancer du poumon…). De nombreux États ont d'ailleurs interdit depuis longtemps les feux de cheminées ouvertes, les feux agricoles et ceux de jardins »,. Les cheminées à foyer ouvert, anciennes ou de conception moderne, « sont à éviter, en raison de leurs piètres performances au regard de la pollution qu'elles génèrent »,.
Selon l'OMS, dans l'Europe des Quinze, la combustion du bois dans les petits appareils domestiques (« combustion of wood in domestic stoves ») deviendrait, à l'horizon 2020, la principale source de particules fines (PM2.5), reconnues les plus dangereuses pour la santé.

Modes de combustion de la biomasse
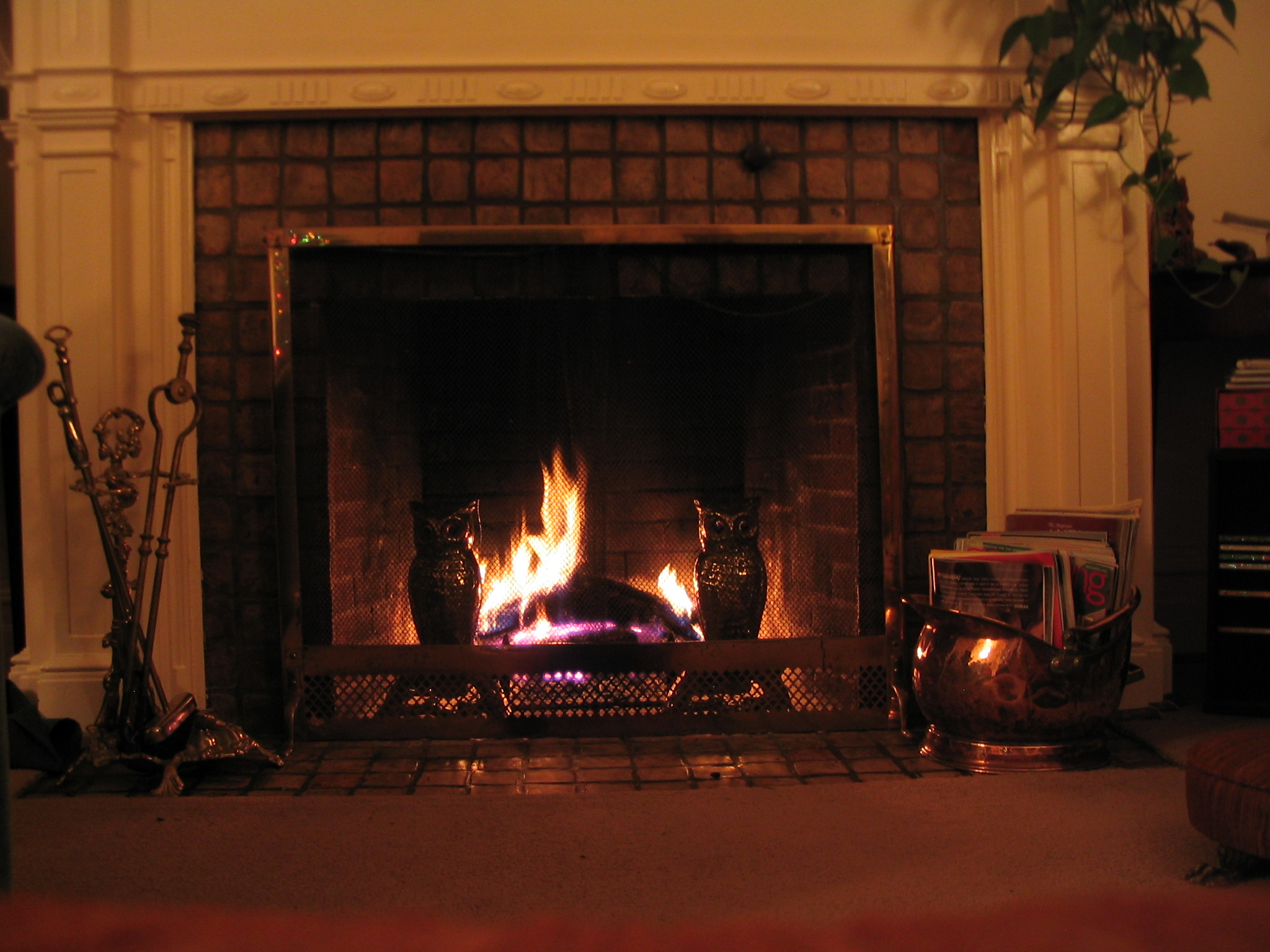
Feu de cheminée.
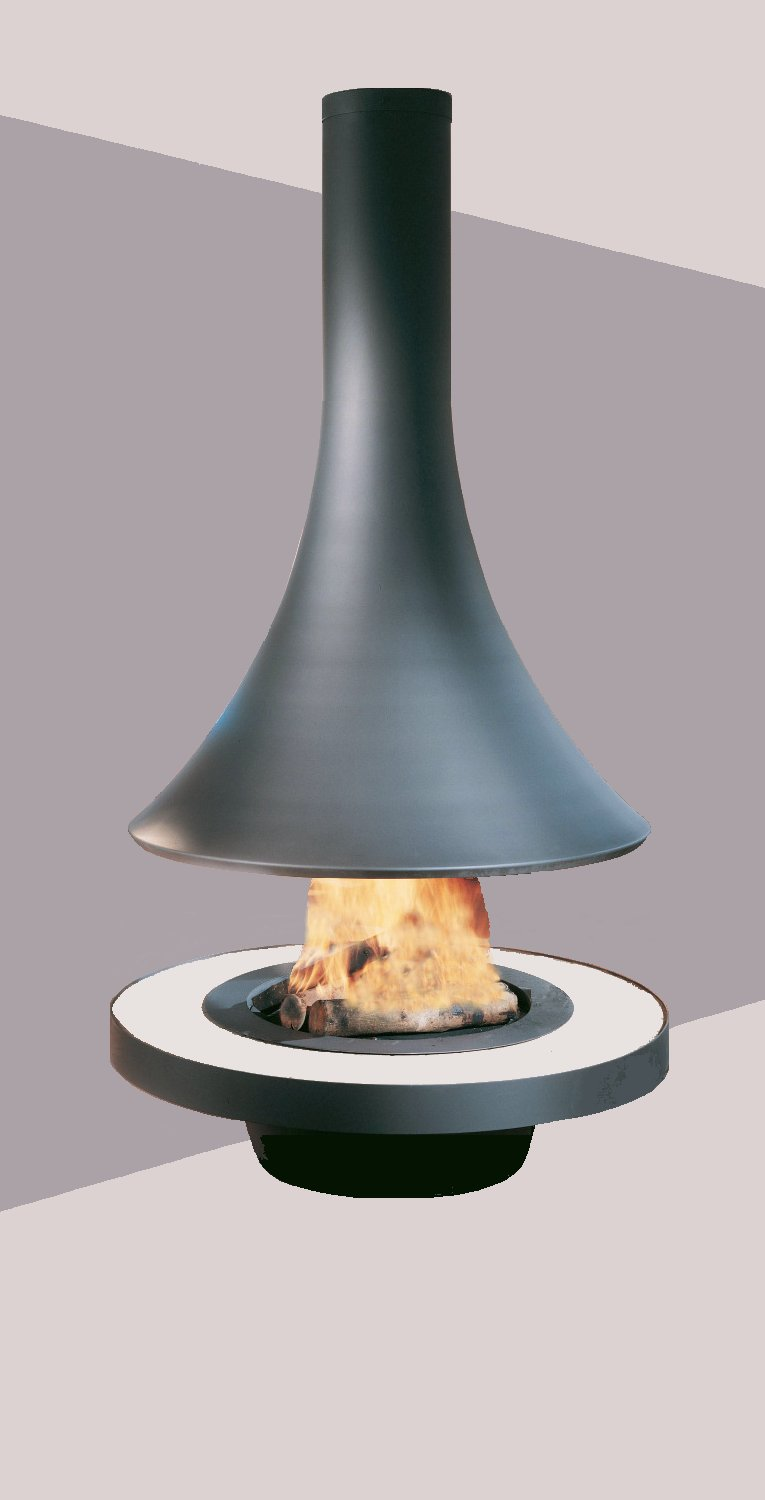
Foyer ouvert « moderne ».
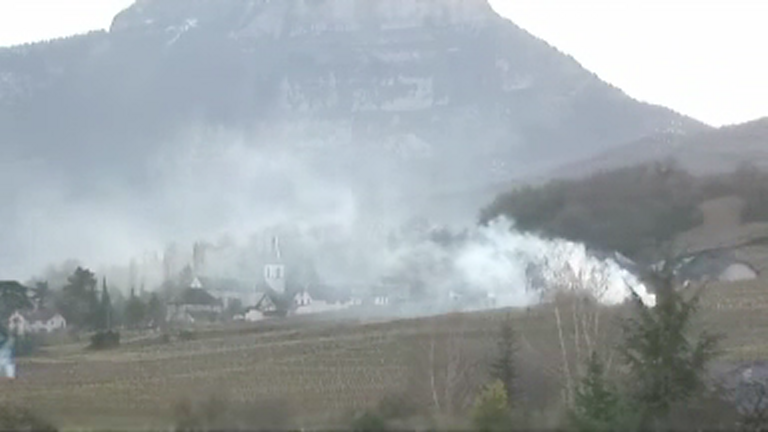
Brûlage dont les fumées se répandent sur des habitations.
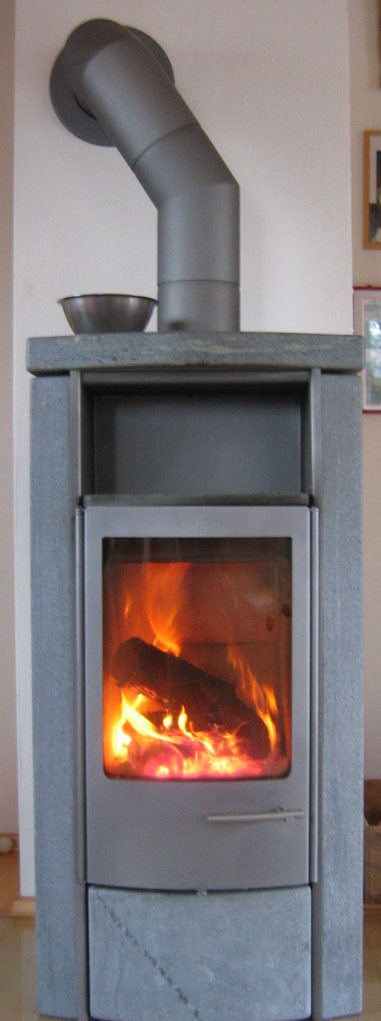
Poêle à bois.

#### Asie

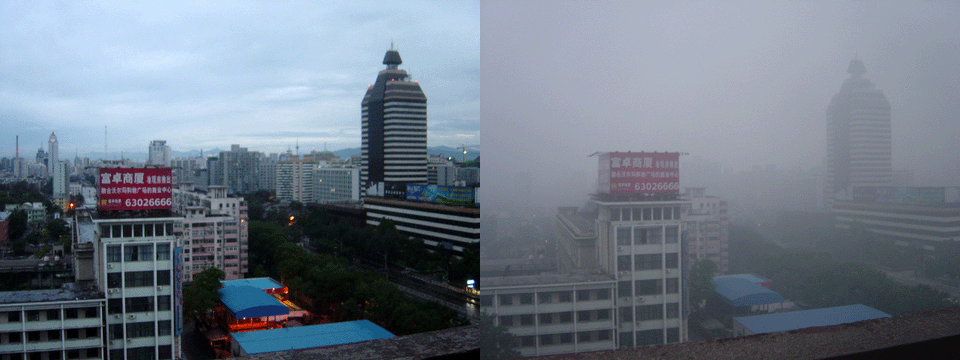
L'air de Pékin un jour après la pluie (gauche) et un jour ensoleillé avec le smog (droite).

Le nuage brun d'Asie est un immense nuage de poussière qui, tous les hivers de décembre à avril, recouvre le sud de l'Asie. Une équipe de l'université de Stockholm, en collaboration avec des chercheurs indiens a étudié l'origine des particules de ce nuage. Grâce à une datation au carbone 14, ils ont prouvé que ce nuage provient pour deux tiers de la combustion de la biomasse et pour un tiers de la combustion de combustibles fossiles. « Pour lutter contre ce fléau, il conviendra donc de lutter parallèlement contre ces deux sources de particules ».

### Véhicules à moteur
Les polluants atmosphériques émis par les véhicules à moteur sont :
- le dioxyde de carbone (CO2), non toxique mais reconnu comme l'une des causes de l'effet de serre ;
- des gaz dont la toxicité est avérée (monoxyde de carbone, oxydes d'azote…), cela jusque dans la haute atmosphère avec les avions et fusées ;
- des particules en suspension (PM10 et PM2,5) : un quart des particules PM10 rejetées dans l'air francilien proviennent du trafic routier ;
- des COV (composés organiques volatils) dont les plus toxiques sont le benzène et autres composés aromatiques, libérés par évaporation (remplissage, réservoirs, fuites) et par les gaz d'échappement imbrûlés.

Ce problème devenant un problème de santé publique avec l'accroissement du trafic automobile, les gouvernements des principaux pays sont intervenus en réglementant les émissions polluantes des véhicules à moteur (voir norme d'émission des véhicules (en)). En Europe, les premières normes européennes d'émissions sont entrées en vigueur en 1990 pour les poids lourds et en 1992 pour les véhicules légers. Elles ont évolué environ tous les cinq ans depuis, imposant une réduction drastique des émissions de polluants atmosphériques, exprimées en milligrammes par kilomètre parcouru, compensées en partie par l'augmentation du trafic des automobiles et poids-lourds. Les oxydes d'azote sont parmi les polluants les plus importants associés au secteur du transport. Leurs émissions ont baissé dans la région Union européenne, Association européenne de libre-échange et Turquie ; elles se sont réduites de plus de moitié depuis 1990, aussi bien dans le secteur des transports que dans les autres secteurs. La contribution du secteur des transports a légèrement baissé de 1990 à 2018. Au sein du secteur des transports, le principal contributeur reste le transport routier, mais sa part a légèrement baissé, de 88 à 82 %. Alors que la contribution des poids lourds avait dépassé celle des véhicules particuliers au début en 1999, ces derniers sont repassés en tête en 2014 et sont redevenus le premier contributeur pour ce polluant, au sein du secteur des transports.
Dans le cadre de la lutte contre l'effet de serre, entérinée à l'échelle mondiale par le Protocole de Kyoto, des réglementations limitant sévèrement les émissions de CO2 des véhicules à moteur ont également été mises en place. Le principe est d'exiger que la gamme de véhicules de chaque constructeur automobile respecte une émission moyenne limitée à 130 g/km pour 2015, puis à 95 g/km en 2020, ce qui correspond à des consommations de 4,0 L/100 km en essence, 3,6 L/100 km en gazole.
Le problème de pollution concerne aussi la pollution intérieure dans les véhicules. Les embouteillages ou le trafic peuvent accentuer cette pollution à l'intérieur même de ces véhicules à moteurs. Selon une étude du docteur Fabien Squinazi, membre du collège d'experts de l'Association de recherche clinique en allergologie et asthmologie (ARCAA), les passagers des véhicules sont les plus exposés à la pollution de l'air en raison d'une double exposition. Le passager est soumis à l'intérieur aux particules fines et aux moisissures allergisantes et à l'extérieur au monoxyde de carbone.

### Production d'énergie
Un rapport publié en juin 2016 par le WWF et trois autres ONG avec le soutien de l'Union européenne évalue à 22 900 décès prématurés les impacts de la pollution atmosphérique causée par les centrales au charbon de l'Union européenne en 2013, un bilan comparable à celui des accidents de la route : 26 000 décès. Ces centrales ont aussi été responsables en 2013 de 11 800 nouveaux cas de bronchite chronique et 21 000 admissions à l'hôpital. Les centrales polonaises à elles seules ont causé 5 830 décès prématurés, les centrales allemandes 4 350 décès et les centrales britanniques 2 870 décès. Les impacts transfrontaliers sont très importants : les centrales polonaises ont causé 4 700 décès prématurés dans les pays voisins et les centrales allemandes 2 500 décès ; le pays le plus affecté par des centrales étrangères est la France, qui compte 1 200 décès dus aux centrales allemandes (490 décès), britanniques (350 décès), polonaises, espagnoles et tchèques.
Selon un rapport de l'Agence européenne pour l'environnement publié en 2014, durant la période de 2008-2012, sur les trente installations industrielles causant les dommages économiques les plus élevés, vingt-six sont des centrales électriques, fonctionnant principalement au charbon et au lignite et situées surtout en Allemagne et en Europe de l'Est.
En 2016, un rapport de l'Agence internationale de l'énergie chiffre à 6,5 millions le nombre de décès prématurés annuels dus à la pollution atmosphérique. La majeure partie de cette pollution est liée à la production et à l'utilisation de l'énergie, essentiellement à partir de bois pour la cuisine, à l'origine de pollution domestique (4,3 millions de décès, dont 80 % en Asie).
Les besoins en énergie augmentent et la production, transformation et consommation d'énergie entraînent des émissions de dioxyde de carbone croissantes, notamment en Chine : 9 761 millions de tonnes de CO2 en 2014, soit 27,5 % du total mondial, et aux États-Unis 5 995 millions de tonnes (16,9 %).
Les dommages moyens causés par les polluants du charbon sont deux ordres de grandeur plus importants que ceux causés par le gaz naturel. Le SO2, les NOx et les particules provenant des centrales au charbon créent des dommages annuels de 156 millions de dollars par centrale, contre 1,5 million de dollars par centrale au gaz. Les centrales électriques au charbon aux États-Unis émettent 17 à 40 fois plus de SOx par mégawattheure que le gaz naturel, et 1 à 17 fois plus de NOx.
Selon un rapport de Human Rights Watch publié en décembre 2023, la production de combustibles fossiles aux Émirats arabes unis provoque des niveaux de pollution atmosphérique alarmants, posant des risques pour la santé de ses citoyens et des travailleurs migrants, tout en exacerbant le réchauffement climatique. De plus, environ 1 872 personnes par an meurent d'une pollution atmosphérique extérieure aux ÉAU, où les migrants représentent 88 % de la population et pratiquement tous les travailleurs en plein air. Au cours de la décennie 2010, les autorités des ÉAU ont ciblé des militants des droits de l'homme, y compris les écologistes, l'utilisation de lois et les tribunaux, pour faire taire les critiques, notamment à propos des effets des combustibles fossiles.

### Industries
La fabrication de la plupart des articles domestiques dans le monde entraîne la libération de substances chimiques toxiques, dans l'atmosphère. C'est le cas, notamment pour la fabrication d'objets en matières plastiques[réf. nécessaire]. Selon les cas et les pays, les entreprises sont contrôlées et/ou doivent produire des autocontrôles ou évaluation de leurs émissions polluantes. En Europe, certaines données sont obligatoirement publiques (Convention d'Aarhus) et transmises à un registre européen des rejets et des transferts de polluants (remplaçant l'ancien registre européen des émissions de polluants), traduit en France par l'Arrêté du 31 janvier 2008 et un registre national ; le sol, l'eau et l'air doivent être pris en compte, pour les entreprises produisant des produits dangereux produits à plus 2 t/an, et de déchets non dangereux à plus de 2 000 t/an. Le 13 mars 2008, un circulaire a ajouté 22 polluants de l'air et autant pour l'eau à l'ancienne liste des substances[réf. souhaitée].

### Agriculture
L'agriculture est en partie responsable de l'effet de serre et du changement climatique du fait des émissions de trois gaz à effet de serre :
- le protoxyde d'azote, à la suite de l'épandage d'engrais azotés ;
- le méthane, produit par le système digestif des ruminants et la fermentation anaérobie des lisiers ou fumiers ;
- le dioxyde de carbone. Ce gaz est émis par les engins mécaniques (tracteurs, moissonneuses, camions) et le chauffage ou la climatisation des bâtiments d'élevage.

En France, l'agriculture compte parmi les premiers secteurs émetteurs de gaz à effet de serre[réf. souhaitée]. En contrepartie, les prairies permanentes sont considérées comme des stocks ou puits de carbone au même titre que les forêts.
Le réchauffement peut être localement une source de stress hydrique, de maladies, ou de mortalité pour les cultures et l'élevage. Et la pollution atmosphérique - par l'ozone notamment - nuit aussi aux cultures et aux rendements. Ainsi, au début des années 2000, les effets mesurables de l'ozone troposphérique sur le rendement des cultures à l'échelle régionale entraînaient en Europe des pertes économiques pour au moins 23 cultures arables (de l'ordre de 5,72 à 12 milliards USD par année.
Lors des troisièmes Assises nationales de la qualité de l'air, le ministère de l'Environnement et l'Ademe ont annoncé en septembre 2016 deux appels à projets (AAP) dont l'un visant à aider des collectivités et des exploitations agricoles. L'AAP Agr'Air Pixabay, copiloté avec le ministère de l'Agriculture, est destiné à aider des exploitants agricoles à diminuer leurs émissions d'ammoniac par des technologies et pratiques agricoles appropriées et/ou de réduire les émissions de particules liées au brûlage à l'air libre.

## Produits polluants (sources, diffusion, effets)
Dans le cas de la pollution aérienne en particulier, la diffusion des polluants joue un rôle important dans les effets constatés. Dans certains cas, une pollution importante mais d'origine ponctuelle se diffuse sur une zone géographique importante et a un impact faible ; à l'inverse, une pollution diffuse (par exemple, issue des transports) peut être concentrée par les vents et le relief et ainsi avoir un impact notable sur les populations[réf. nécessaire].

### Synthèse sur les grandes sources de pollution aérienne
La principale cause est l'activité anthropique, mais certains événements naturels peuvent perturber la composition de l'air de façon non négligeable, comme certains feux naturels à très grande échelle.
La pollution due aux activités humaines se décompose principalement en rejets de différentes origines :
- l'industrie : les industries de la chimie et de la pétrochimie notamment rejettent dans l'air de nombreux types de produits, résidus de processus de transformation ; les installations du secteur de la Sidérurgie et de la métallurgie émettent également de nombreux polluants en grande quantité, notamment dans des processus de combustion incomplète : cokeries, agglomérations, etc., ou de refonte de matériaux utilisés (aciéries électriques) ;
- l'incinération des déchets et la dégradation naturelle ou contrôlée (compostage, fermentation, etc.) des ordures ou d'autres produits ;
- la production d'énergie (électricité, généralement par combustion de carbone fossile produits pétroliers, charbon et gaz ; ou de chaleur chauffage résidentiel, des bureaux, etc.) ;
- activités agricoles (épandage d’engrais et de lisiers) et d'élevage (rejet de méthane entre autres) ;
- les transports ; diffuse et difficile à contrôler.

### Ozone
L'ozone est dit polluant secondaire ; il n'est pas émis directement dans l'air, mais résulte d'une réaction photochimique impliquant des précurseurs, des polluants issus de l'automobile, essentiellement les oxydes d'azote. Il est une des causes du smog. L'ozone se développe plus intensément en période de temps chaud et ensoleillé : les concentrations en ozone sont ainsi plus élevées durant la période estivale. À noter que l'on parle ici de l'ozone troposphérique, c'est-à-dire de l'ozone des basses couches de l'atmosphère, qui est un polluant majeur et provoque notamment des problèmes respiratoires. Au contraire, l'ozone dans la haute atmosphère, formé par des mécanismes différents, donne naissance à la couche d'ozone qui protège des rayonnements ultraviolets.

### Oxydes d'azote
Les oxydes d'azote à l'état de gaz dans les conditions habituelles de température et de pression sont regroupés sous le terme générique de NOx. Parmi ces NOx, le monoxyde d'azote (NO) et le dioxyde d'azote (NO2) sont des polluants atmosphériques réglementés. Les NOx sont essentiellement produits par la combustion à haute température (plus de 900 °C) de certains moteurs thermiques (dont les Diesel récents).
La combustion des combustibles fossiles et de la biomasse dans les foyers fixes d'une part, et des combustibles gazeux et liquides dans les moteurs thermiques d'autre part, génère des émissions d'oxydes d'azote (NOx).
Toutes les combustions à haute température et à haute pression : moteurs des automobiles, en particulier les moteurs Diesel qui, du fait de leur fonctionnement à plus haute pression, émettent deux à trois fois plus de NOx que les moteurs à essence. La pollution NOx des voitures est réglementé par les normes européennes. Un avion qui décolle produit en moyenne l'équivalent en NOx de 1 000 voitures Diesel parcourant 25 km, donc les 2 300 décollages quotidiens des trois aéroports parisiens du Bourget, d'Orly et de Roissy représentent, de ce point de vue, l'équivalent d'une flotte supplémentaire de 2 300 000 véhicules Diesel. Un A320 produit en moyenne 96,88 kg de NOx. Les données sur la consommation moyenne de carburant sont accessibles via la base de données EMEP/EEA, anciennement appelée EMEP/CORINAIR, guide technique mis à jour chaque année.
Les NOx sont également produits à des températures plus basses lors de la combustion du bois. Ces oxydes d'azote ne proviennent quasiment pas de l'oxydation de l'azote (diazote) atmosphérique, mais de celle de l'azote contenu dans le bois sous forme d'amines et de protéines nécessaires à la croissance de l'arbre,. Les émissions d'oxydes d'azote sont plus importantes pour des installations de combustion de la biomasse que pour des chaudières au fioul ou au gaz naturel,.

#### Effets sur la santé
Lors de pics de pollution, les NOx occasionnent des troubles respiratoires, inflammation et obstruction des voies aériennes et augmentation de la sensibilité aux attaques microbiennes. Sont particulièrement à risque les fumeurs, patients atteint de troubles respiratoires (dont asthme, allergie), personnes fragiles, âgées et atteintes de problèmes cardiovasculaires.
En septembre 2021, l'OMS réduit sensiblement ses recommandations en matière d'exposition au dioxyde d'azote, qui passent de 40 à 10 μg.m−3 en moyenne annuelle,.

### Composés organiques volatils
Les composés organiques volatils (COV) constituent une famille de produits très large (comme le benzène, l'acétone et le perchloroéthylène). Ils sont souvent exprimés en hydrocarbures totaux équivalent méthane, ou propane. Ils peuvent être émis par des facteurs anthropogéniques (production d'essence, émanation de solvants) et aussi par la végétation. On les retrouve dans l'air ambiant domestique, et ils sont la cause de nombreuses maladies respiratoires et de peau. Carburant, peinture, colle, solvant, insecticide, parfum d'intérieur, produits de nettoyages, sont des COV fortement cancérigènes, sources de difficultés respiratoires et de problèmes de reproduction.
Plus de 100 000 substances chimiques font partie de notre quotidien, elles contribuent à la formation de cancers, de problèmes génétiques et pathologiques de reproduction, de difficultés respiratoires importantes, de maladies de peau et d'allergies, selon le président de UFC-Que Choisir. Situé dans l'espace domestique, ce type de pollution affecte d'abord les personnes les plus fragiles (enfants, femmes enceintes, personnes âgées). En conséquence, les hôpitaux filtrent ce type de pollution dans les blocs opératoires, mais cette solution est aussi adoptée par les particuliers pour traiter la pollution domestique.

### Autres gaz
Les autres gaz polluant l'air sont :
- Monoxyde de carbone (CO)

C'est l'un des produits de la combustion incomplète. Il est dangereux car il se fixe sur l'hémoglobine du sang, empêchant le transport d'oxygène dans l'organisme. De plus, il est inodore et incolore, le temps de ressentir un léger mal de tête et il est déjà trop tard sans intervention extérieure. Il se dilue très facilement dans l'air ambiant, mais en milieu fermé, sa concentration le rend toxique, voire mortel ; chaque année, on relève des dizaines de cas d'intoxication mortelle, à cause d'appareil de combustion (ou de groupes électrogènes) placés dans une pièce mal aérée (manque d'oxygène entrant, manque de sortie pour le CO).
- Dioxyde de soufre (SO2)

C'est l'un des principaux déchets rejetés lors de la combustion d'origine fossile. Ces origines peuvent être anthropiques (chauffage domestique, transports, industrie, métallurgie) mais également naturelles : marécages, océans, volcanisme. Il est un agent irritant du tractus respiratoire. Le dioxyde de soufre est aussi un composant de la formation des pluies acides, nuisibles aux écosystèmes tels que les forêts et les lacs. En 2006, la Chine est le premier pays du monde pour les émissions de dioxyde de soufre, qui ont progressé de 27 % entre 2000 et 2005.
- Les hydrocarbures aromatiques polycycliques

Ensemble de composés émis dans le cadre de la combustion (incomplète) dont certains sont cancérigènes, notamment la combustion de biomasse (la combustion domestique du bois et le brûlage à l'air libre : feux de jardin et feux agricoles), mais également dans les moteurs essence (fonctionnement à froid après le démarrage), et dans une moindre mesure Diesel.
- Le mélange BTX :Benzène, toluène, xylène.

### Particules

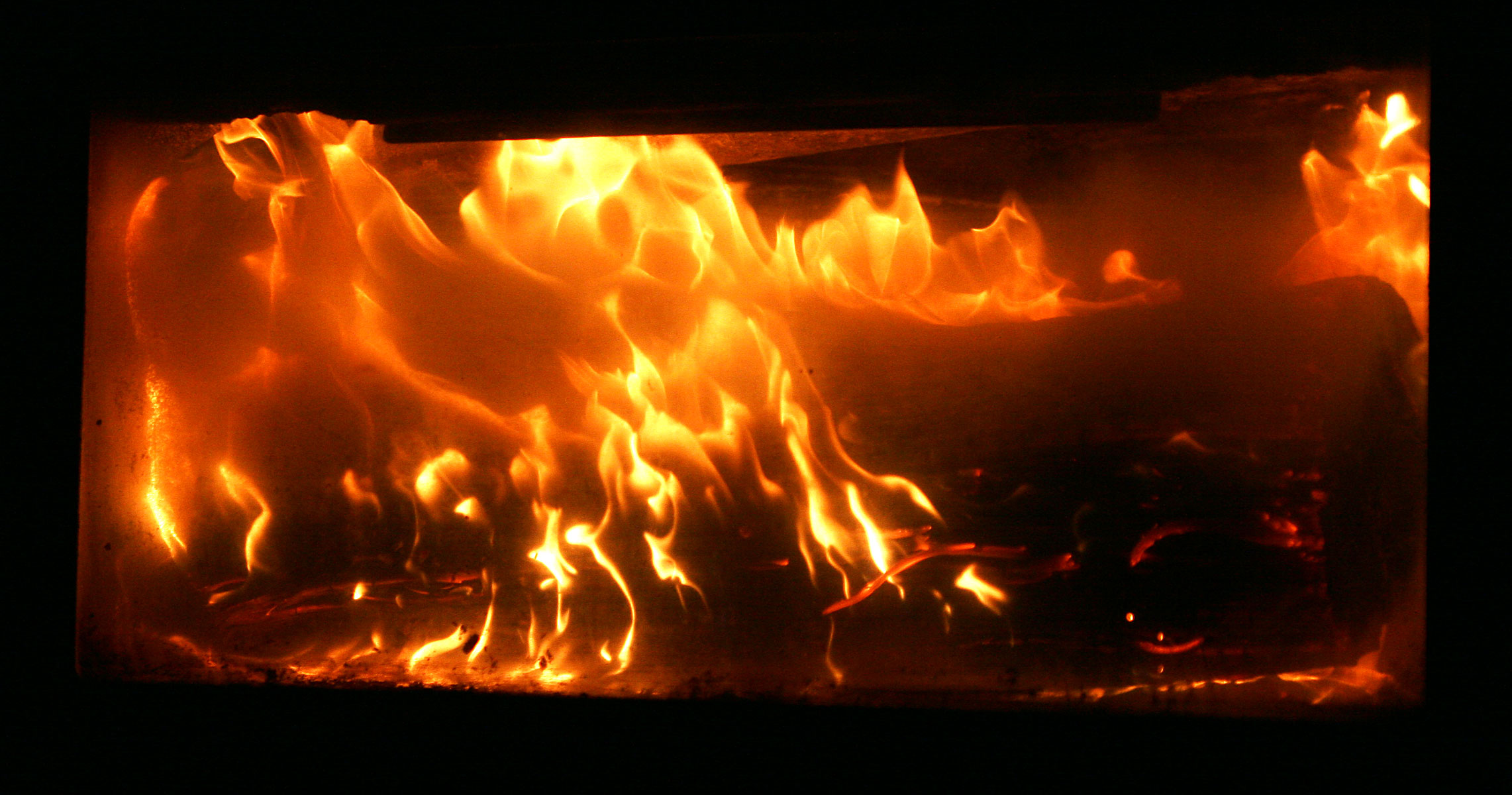
La combustion de biomasse, première source d'émission de particules fines dans l'atmosphère.

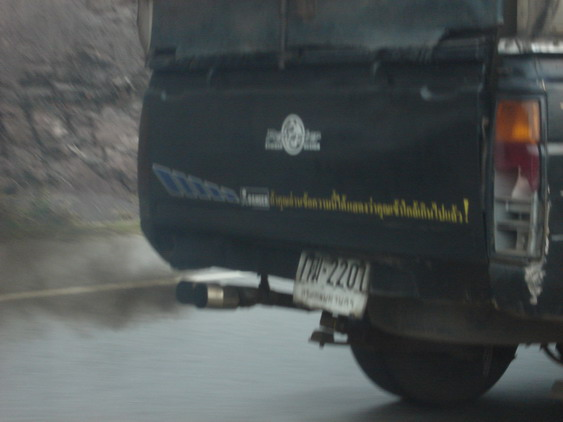
Pot d'échappement d'automobile.

Les particules solides en suspension dans l'air sont principalement constituées :
- de suies : particules cancérogènes riches en carbone, résidus de combustion incomplète (dues notamment aux moteurs Diesel ou à essence à injection directe[117]), à l'activité industrielle et à la combustion de biomasse[77], dont le chauffage au bois, émetteur largement majoritaire dans le secteur résidentiel, et le brûlage à l'air libre[78] ;
- de poussière : provenant de l'érosion des sols ou de procédés industriels ;
- de particules d'origine biologique : pollen, virus, bactéries, spores, excréments d'acariens (tout ou partie de l'année). Les pollens peuvent être rendus plus allergènes par contact avec les polluants oxydants (ozone en particulier) ou à la suite d'un long séjour dans l'air ou exposé aux ultraviolets[118].

Le poids de ces particules et leur taille, de l'ordre du micromètre à la centaine de micromètres de diamètre, leur permettent de se diffuser au gré des vents, voire pour les nanoparticules de se comporter comme des gaz. Une fois émises, elles peuvent rester en suspension pendant des heures et même des jours ou des mois (voir Particules en suspension).
Elles peuvent pénétrer profondément dans les poumons⁣, et ce d'autant plus que leur taille est réduite (particules fines, plus petites que 2,5 μm). Dépendant de leur constitution (mélange comprenant plusieurs éléments), de leur concentration et des durées d'exposition, les particules peuvent causer des allergies, des difficultés respiratoires ou encore des lésions pouvant entraîner des cancers dans certains cas.
La pluie, en lessivant l'atmosphère, ramène de nombreux polluants au sol, y compris des polluants organiques. Mais une partie d'entre eux, pourra, une fois déshydratée, repartir dans l'air. Certains polluants plus légers que l'eau ou liposolubles sont provisoirement fixés par les océans, dans le biofilm de surface, mais ils peuvent repasser dans le compartiment atmosphérique par évaporation ou via les embruns emportés par le vent à des dizaines voire des centaines de kilomètres lors des tempêtes.
Valeurs à ne pas dépasser pour les particules (selon l'OMS en 2005) :
- PM2,5
  - 10 µg.m−3 moyenne annuelle
  - 25 µg.m−3 moyenne sur 24 h
- PM10
  - 20 µg.m−3 moyenne annuelle
  - 50 µg.m−3 moyenne sur 24 h

En septembre 2021, l'OMS réduit ces seuils, notamment pour les particules très fines (PM2,5), :
- PM2,5
  - 5 µg.m−3 moyenne annuelle
  - 15 µg.m−3 moyenne sur 24 h
- PM10
  - 15 µg.m−3 moyenne annuelle
  - 45 µg.m−3 moyenne sur 24 h

#### Effets sur la santé
Vers 2015, les matières particulaire de 2,5 µm (PM2,5) seraient responsables d'environ trois à quatre millions de morts prématurées par an dans le monde,,.
En mars 2011, l'Institut de veille sanitaire a publié l'étude Aphekom. Menée dans douze pays européens, elle démontre que diminuer le taux de particules fines dans l'air urbain augmenterait l'espérance de vie ; ainsi, respecter l'objectif OMS de 10 µg.m−3 à Marseille augmenterait de 8 mois l'espérance de vie. Dépasser ces recommandations entraîne aussi une augmentation des pathologies chroniques ; habiter près d'un axe routier serait à l'origine de 15 % des asthmes de l'enfant et de l'augmentation de maladies respiratoires et cardiovasculaires chez les plus de 65 ans. À la suite de cette publication, une association de 2 500 médecins, l'Association santé environnement France (ASEF), a décidé de mener elle aussi une étude sur la qualité de l'air et les microparticules 2,5 (PM2,5) à Aix-en-Provence, montrant que les taux de PM2,5 n'y étaient quasiment jamais inférieurs à 20 µg.m−3. L'étude Aphekom place Marseille comme la plus polluée des villes étudiées, devant Paris et Lyon.
Depuis 2016, un logiciel AirQ+, développé par l'OMS, permet aux villes, régions et pays d'estimer la mortalité et la morbidité induite par les polluants de l'air (à partir de données d'exposition à court, moyen et long termes), pour par exemple évaluer combien de cas de maladies respiratoires ou cardiovasculaires sont dues aux particules fines (PM2,5, PM10), dioxyde d'azote (NO2) ou ozone (O3) sur ces territoires ; il permet diverses analyses et l'élaboration de scénarii de réduction de la pollution. Cet outil existe en anglais, français, allemand, russe et espagnol. En 2025, plus de 1 000 utilisateurs de 112 pays l'avaient déjà téléchargé, pour plus de 300 villes. Il doit toujours être utilisé « avec l’aide d’un épidémiologiste ou d’un expert » précise l'OMS.

### Gaz à effet de serre (sources, effets)
Le CO2, principal gaz contribuant à l'effet de serre, a peu d'effets directs sur la santé.

#### Dioxyde de carbone

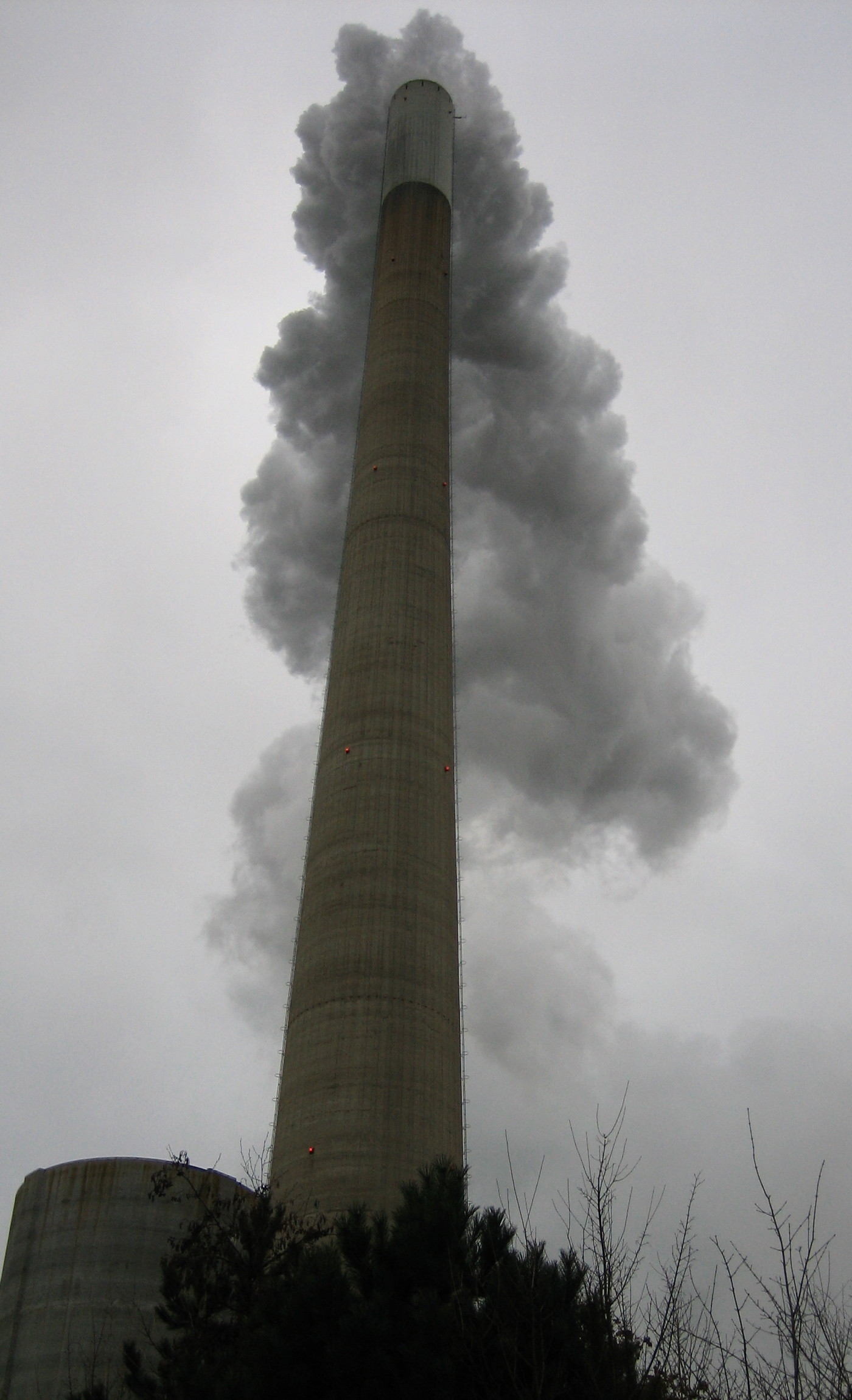
Centrale thermique au charbon en Allemagne.

Bien que le dioxyde de carbone (CO2) ne soit pas toxique, les scientifiques ont mis en évidence son rôle dans le changement climatique, si bien qu'il peut être considéré comme une forme de pollution. C'est notamment pourquoi le protocole de Kyoto, entré en vigueur en 2005, a établi un calendrier de réduction des émissions de ce gaz.

#### Méthane
Le méthane (CH4) contribue fortement à l'effet de serre. Son potentiel de réchauffement global sur une durée de 100 ans atteint 25 fois celui du CO2. Son impact sur une durée de 20 ans est encore plus fort, 72 fois celui du CO2, mais le méthane se dégrade assez rapidement dans l'atmosphère, à la différence du CO2.
Le méthane provient de la fermentation (voir biogaz), de la digestion des animaux d'élevage (ruminants notamment), de la culture du riz et des fuites de gaz naturel[réf. souhaitée].

#### Protoxyde d'azote
Le protoxyde d'azote (N2O) est un gaz à effet de serre très important malgré des concentrations assez faibles, en raison de son potentiel de réchauffement global sur une durée de 100 ans égal à 298 fois celui du CO2. La production du N2O est essentiellement une conséquence de l'utilisation d'engrais azotés en agriculture. Dans le domaine de l'énergie, les émissions de N2O sont relativement marginales ; en France métropolitaine, elles sont principalement induites par la combustion du gaz naturel, du bois, du gazole et des combustibles minéraux solides. Le protoxyde d'azote n'est pas classé avec les autres oxydes d'azote (NOx) examinés plus bas.

#### CFC et assimilés
Dès les années 1980, il a été démontré que les chlorofluorocarbones (CFC), dits « fréons », ont des effets potentiellement négatifs ; destruction de la couche d'ozone dans la stratosphère ainsi qu'importante contribution à l'effet de serre. Le protocole de Montréal a mis un terme à la production de la grande majorité de ces produits néanmoins ils étaient utilisés :
- dans les systèmes de réfrigération et de climatisation pour leur fort pouvoir caloporteur, ils s'en échappent à l'occasion de fuites des appareils ou sont libérés lors de la destruction des appareils hors d'usage ;
- comme propulseurs dans les bombes aérosols, une partie est libérée à chaque utilisation. Les bombes aérosols utilisent désormais comme gaz de propulsion de l'air comprimé, ou du dioxyde de carbone.

## Réglementation

### Pollution
La plupart des pays se sont dotés de lois sur l'air. C'est notamment le cas avec la Clean Air Act aux États-Unis (codifié au titre 40 du Code des règlements fédéraux), et la Loi sur l'air et l'utilisation rationnelle de l'énergie en France. La lutte contre la pollution de l'air est depuis la fin des années 1970 l'un des soucis majeurs de l'Union européenne. La politique de l'Union européenne consiste à développer et à mettre en œuvre les dispositifs pertinents d'amélioration de qualité de l'air, y compris le contrôle des émissions des sources mobiles, l'amélioration de la qualité des carburants et d'intégrer des spécifications écologiques dans les secteurs du transport et de l'énergie.

#### Législation européenne
La liste des réglementations européennes en la matière est longue.

##### Qualité de l'air ambiant
Directives sur la qualité de l'air ambiant et un air plus propre pour l'Europe, qui fait la synthèse de la plupart des réglementations existantes au sein d'une unique directive et qui inclut notamment de nouveaux objectifs pour les particules fines de dimension PM2,5 :
- Directive 80/779/CEE du 15 juillet 1980 sur les valeurs limites et les valeurs recommandées pour le dioxyde de soufre et les particules en suspension[130], directive amendée ultérieurement par la directive 89/427/CEE ;
- Directive 85/203/CEE du 7 mars 1985 sur les standards de qualité de l'air pour dioxyde d'azote, amendée par la directive 85/580/CEE[131] ;
- Directive 96/62/CE sur l'évaluation et la gestion de la qualité de l'air ambiant[132] ;
- Directive 1999/30/CE fixant les valeurs limites pour le dioxyde de soufre, dioxyde d'azote et autres oxydes d'azote, particules en suspension et plomb (1re directive fille)[133] ;
- Directive 2000/69/CE du Parlement européen et du Conseil fixant les valeurs limites pour le benzène et le monoxyde de carbone (2e directive fille)[134] ;
- Directive 2002/3/CE du Parlement européen et du Conseil relative à l'ozone dans l'air ambiant (3e directive fille)[135] ;
- Directive 2004/107/CE du Parlement européen et du Conseil relative à l'arsenic, au cadmium, au mercure, au nickel et aux hydrocarbures aromatiques polycycliques dans l'air ambiant (4e directive fille)[136] ;
- Directive 2008/50/EC du Parlement européen et du Conseil du 21 mai 2008[137] : elle réglemente plusieurs polluants, comme les particules en suspension, l'ozone et le dioxyde d'azote. Les plafonds sont identiques ou plus élevés que les recommandations de l'Organisation mondiale de la santé (notamment pour les particules fines et l'ozone)[138], mais les pays qui ne les respectent pas peuvent être poursuivis et sanctionnés.

##### Mesure et gestion de la qualité de l'air
- Décision 97/101/CE du Conseil établissant un échange réciproque d'information et de données entre les réseaux et les stations de mesures indépendantes mesurant la pollution au sein des États membres ;
- Décision 2004/461/CE de la Commission du 29 avril 2004 établissant un questionnaire à utiliser pour la déclaration annuelle concernant l'évaluation de la qualité de l'air ambiant ;
- Décision 2004/224/CE de la Commission établissant l'obligation pour les États membres de soumettre sous deux ans des programmes d'amélioration et des plans d'action pour les zones excédant les limites fixées par les directives européennes.

##### Sources d'émission stationnaires
- Prévention et contrôle intégrés de la pollution : directive du Conseil 2008/1/CE du 15 janvier 2008 ;
- Grandes centrales de combustion : directive 2001/80/CE limitant les émissions de certain polluants, et directive du Conseil 94/66/CE amendant la directive 88/609/CEE sur le même sujet ;
- incinération des déchets : directive 2000/76/CE du Parlement européen et du Conseil du 4 décembre 2000.

##### Composés organiques volatils (COV)
- Directive 94/63/CE du Parlement européen et du Conseil sur le contrôle des émissions de composés organiques volatils (COV) provenant du stockage des produits pétroliers et de leur distribution ;
- Directive 1999/13/CE du Conseil sur la limitation des émissions de COV provenant de l'utilisation de solvants organiques dans certaines activités et installations.

##### Soufre contenu dans les carburants liquides
- Directive 2012/33/UE amendant la directive 1999/32/CE en ce qui concerne le soufre présent dans les carburants maritimes ;
- Directive 1999/32/CE sur la réduction de la teneur en soufre de certains carburants liquides.

##### Plafonds nationaux d'émission concernant l'acidification et l'eutrophisation
- Directive 2001/81/CE sur les plafonds nationaux d'émission pour certains polluants atmosphériques.

##### Transport routier, qualité des carburants
- Directive 98/70/CE du Parlement européen et du Conseil du 13 octobre 1998 relative à la qualité de l'essence et du gazole et amendant la directive 93/12/CEE.
- Directive 2000/71/CE de la commission du 7 novembre 2000 adaptant les méthodes de mesure exposées dans les annexes I, II, III et IV de la directive 98/70/CE aux progrès techniques comme prévu dans l'article comme prévu à l'article 10 de cette directive ;
- Directive 2003/17/CE du Parlement européen et du Conseil du 3 mars 2003 amendant la directive 98/70/CE relative à la qualité de l'essence et du diesel.

##### Pollution provenant des émissions des navires
- Marine Pollution Convention, MARPOL 73/78. (L'annexe VI de la convention marpol traite de la pollution de l'air par les navires[139].)
- En avril 2025, l’Organisation maritime internationale approuve la création d’une zone de contrôle des émissions (ECA) en Atlantique Nord-Est (du Groenland au Portugal), où les émissions d’oxydes de soufre, d’azote et de particules devront être réduites grâce à des carburants pauvres en soufre et au strict respect des normes d'émissions. La France, en raison de sa grande façade maritime, est particulièrement concernée. Entre 2027 et 2028, deux zones ECA seront mises en œuvre en Atlantique et en Méditerranée[140].

#### Législation française
En France, la pollution de l'air est définie par le code de l'environnement comme suit : « Constitue une pollution atmosphérique au sens du présent titre l'introduction par l'homme, directement ou indirectement ou la présence, dans l'atmosphère et les espaces clos, d'agents chimiques, biologiques ou physiques ayant des conséquences préjudiciables de nature à mettre en danger la santé humaine, à nuire aux ressources biologiques et aux écosystèmes, à influer sur les changements climatiques, à détériorer les biens matériels, à provoquer des nuisances olfactives excessives ». La loi Grenelle II a ajouté les termes « ou la présence » à l'article préexistant pour également prendre en compte les polluants d'origine naturelle afin qu'ils soient analysés au même titre que les polluants d'origine anthropique.
Un premier programme national de réduction des émissions de polluants atmosphériques (PREPA) est voté en juillet 2003 (application de la directive 2001/81/CE),.
En 2010, un « plan particules », adopté en juillet, vise une baisse de 30 % des particules (PM2,5) pour 2015 (dans l'industrie, le tertiaire, le chauffage domestique, les transports, l'agriculture) et en cas de pic de pollution.
En 2013, un « Plan d'urgence pour la qualité de l'air » est voté en février, visant notamment à  :
- réguler les flux de véhicules dans les zones très affectées par la pollution de l'air ;
- réduire les émissions des installations de combustion (industrielles et individuelles) ;
- promouvoir fiscalement les mobilités sans impacts sur la qualité de l’air (dont véhicule électrique) ;
- inciter des comportements plus vertueux.

En 2016, la loi relative à la transition énergétique pour la croissance verte (TECV) crée un second Plan national de réduction des émissions de polluants atmosphériques (qui décline la directive européenne 2016/2284 CE du 14 décembre 2016), mis en consultation publique en avril 2017 et publié par arrêté le 11 mai 2017.
Le décret no 2016-847 du 28 juin 2016 relatif aux « zones à circulation restreinte » (ZCR) permet aux maires et présidents d'établissements publics de coopération intercommunale (EPCI) d’interdire la circulation des véhicules les plus polluants sur tout ou une partie du territoire géré, dès le moment où celui-ci se trouve dans une zone pour laquelle un plan de protection de l'atmosphère est adopté, en cours d’élaboration ou de révision. La loi d'orientation des mobilités autorise les collectivités locales à déployer des ZFE sur une base volontaire. Dans certains cas, l'instauration d'une ZFE peut être obligatoire.
La France a mis en place le dispositif de vignette Crit'Air, de différentes couleurs en fonction du type de carburant et de la date de mise en circulation ; elle est obligatoire pour rouler dans la capitale depuis 2017. Son prix initial, de 4,18 €, a été réduit à 3,62 € en mars 2018.
Le 18 novembre 2020, la ministre de la Transition écologique et le ministre délégué aux Transports annoncent l'extension du dispositif des zones à faibles émissions (ZFE, qui remplace les ZCR) aux 35 agglomérations de plus de 150 000 habitants. Dans onze métropoles, ce dispositif devra être créé avant la fin de 2021 et quatre d'entre elles (métropole de Lyon, Grenoble-Alpes Métropole, ville de Paris et métropole du Grand Paris) l'ont déjà fait. La Commission européenne a déjà dénoncé à plusieurs reprises des dépassements récurrents des normes européennes de pollution de l'air, dans plusieurs agglomérations, et le Conseil d'État a sommé le gouvernement en septembre 2019 de prendre des mesures pour faire baisser la pollution de l'air dans plusieurs grandes villes, sous peine d'une astreinte de 10 millions d'euros par semestre de retard.
Au 1er janvier 2021 est mise en place une nouvelle version de l'indice Atmo : les seuils des quatre polluants atmosphériques (ozone, dioxyde de soufre, dioxyde d'azote et particules fines PM10) à partir desquels il est calculé sont alignés sur les seuils de l'indice de l'Agence européenne pour l'environnement, et le nouvel indice intègre les particules fines de diamètre inférieur à 2,5 µm (PM2,5), émises d'abord par le secteur résidentiel, et le chauffage au bois en particulier. Les mesures sont désormais disponibles à l'échelle locale, au niveau des intercommunalités et, très souvent, des communes.

##### Paris
Des études récentes ayant révélé des effets jusqu'ici sous-estimés des émissions de particules fines, notamment celles d'un diamètre de 0,2 à 1 micromètre émises par les véhicules Diesel et le chauffage au bois, et dans l'attente d'une réglementation européenne, la municipalité a lancé un plan visant à réduire ces émissions : développement des alternatives, comme le covoiturage et l'autopartage, et surtout réduction de la circulation des véhicules les plus polluants, en particulier les Diesels, par une charte passée à l'automne 2013 avec les transporteurs afin d'éliminer les véhicules Diesel du dernier kilomètre de la chaîne logistique en 2020, et par la création (au niveau de Paris-Métropole) de « zones à basses émissions » d'où seront peu à peu exclus ces véhicules polluants. Cette formule est déjà en vigueur dans environ 200 villes d'Europe.

#### Chine
La Chine met en place des taxes sur la pollution ; la taxe sur la pollution de l'air s'élève à 1,2 yuan (soit 0,16 €) pour chaque unité d'émission polluante mais les taux de taxe peuvent être modulés par les régions ; 950 grammes de dioxyde de soufre correspondent par exemple à une unité. Ce dispositif entre en vigueur le 1er janvier 2018. Les politiques mises en œuvre ont conduit à certains résultats : les concentrations moyennes de particules fines dans les villes chinoises ont reculé de 12 % entre 2017 et 2018, mais celles-ci restent fortement touchées (Pékin est en 2019 la 122e ville la plus polluée dans le monde).

### Lutte contre l'effet de serre

#### Transport routier
En 2017, le transport routier a représenté 21 % des émissions totales de dioxyde de carbone de l'Union européenne.

##### Véhicules légers
Les véhicules légers, qui comprennent les véhicules utilitaires légers, représentent environ 15 % des émissions de dioxyde de carbone européennes. Dans le cadre législatif européen mis en place depuis 2007, il revient aux constructeurs automobiles de s'assurer que la moyenne des véhicules qu'ils vendent chaque année ne dépasse pas en moyenne une valeur fixée à 95 gCO2/km en 2020-2024 pour les voitures particulières, et 147 gCO2/km pour les utilitaires légers,.
La Commission européenne a institué une étiquette énergétique permettant de sensibiliser le consommateur quant aux émissions de CO2 dès avant sa décision d'achat.

##### Véhicules lourds
Les véhicules lourds (camions et autobus) représentent 25 % des émissions de CO2 dues au transport routier. L'accroissement du trafic routier provoque une aggravation régulière de ces émissions. La Commission européenne travaille actuellement à la définition d'une stratégie d'ensemble pour réduire les émissions de CO2 liées au fret comme au transport de personnes.

##### Qualité des carburants
La qualité des carburants est un contributeur non négligeable de la réduction des émissions de gaz à effet de serre. La législation européenne impose une réduction de 10 % d'ici à 2020 du niveau d'intensité en gaz à effet de serre des carburants vendus dans l'Union européenne.

## Aspects juridiques
En 2016, une dizaine de familles d'Île-de-France ont engagé une action contre l'État pour faire reconnaître leur statut de victimes de la pollution et obtenir des indemnisations et la reconnaissance de leur préjudice.
En 2018, la Cour des comptes européenne (CCE) a conclu que depuis la directive sur la qualité de l'air ambiant adoptée en 2008, en dix ans la Commission, ainsi que les États membres, ont failli à leur mission de protéger les personnes vivant en Europe contre la pollution de l'air (particules, dioxyde d’azote, ozone…), principale source de risques pour la santé des Européens liés à l'environnement : 400 000 personnes en meurent prématurément par an vers 2015, en raison d'une législation trop peu contraignante et mal appliquée.
En 2023, pour la première fois, le tribunal administratif de Paris a condamné l'État à indemniser des familles victimes de la pollution de l'air, arguant qu'il était fautif concernant les dépassements des seuils de pollution à Paris,.

## Impacts sanitaires

### Sur les êtres vivants
La pollution de l'air semble avoir des conséquences globales, en affectant la santé de nombreux êtres vivants évolués, et même d'espèces réputées primitives et résistantes (lichens, algues, invertébrés). La pollution peut directement tuer des organismes (ex. : lichens sensibles à la pollution acide de l'air). Elle a aussi des impacts indirects (par exemple, en dégradant les odeurs, fragrances florales, hormones ou phéromones avant qu'elles atteignent leurs cibles), ce phénomène pouvant pour partie expliquer le déclin de certaines populations pollinisatrices (dont certains oiseaux, chauve-souris nectarivore) constaté dans tous les pays industriels et agricoles. Il pourrait aussi expliquer les difficultés qu'ont les individus de certaines espèces (lézards, serpents, amphibiens, certains mammifères) à se reproduire (mâle et femelles ne se retrouvant plus ou moins bien) ou de certaines espèces à se nourrir (l'individu ne percevant plus aussi bien l'odeur qui le conduisait à sa source de nourriture). Certaines phytohormones pourraient moins bien jouer leur rôle de médiateur biochimique, rendant certains végétaux plus fragiles et vulnérables à leurs prédateurs. Les relations prédateurs-proies pourraient être également affectées là où l'air est pollué.

#### Chez l'Homme

##### Épidémiologie

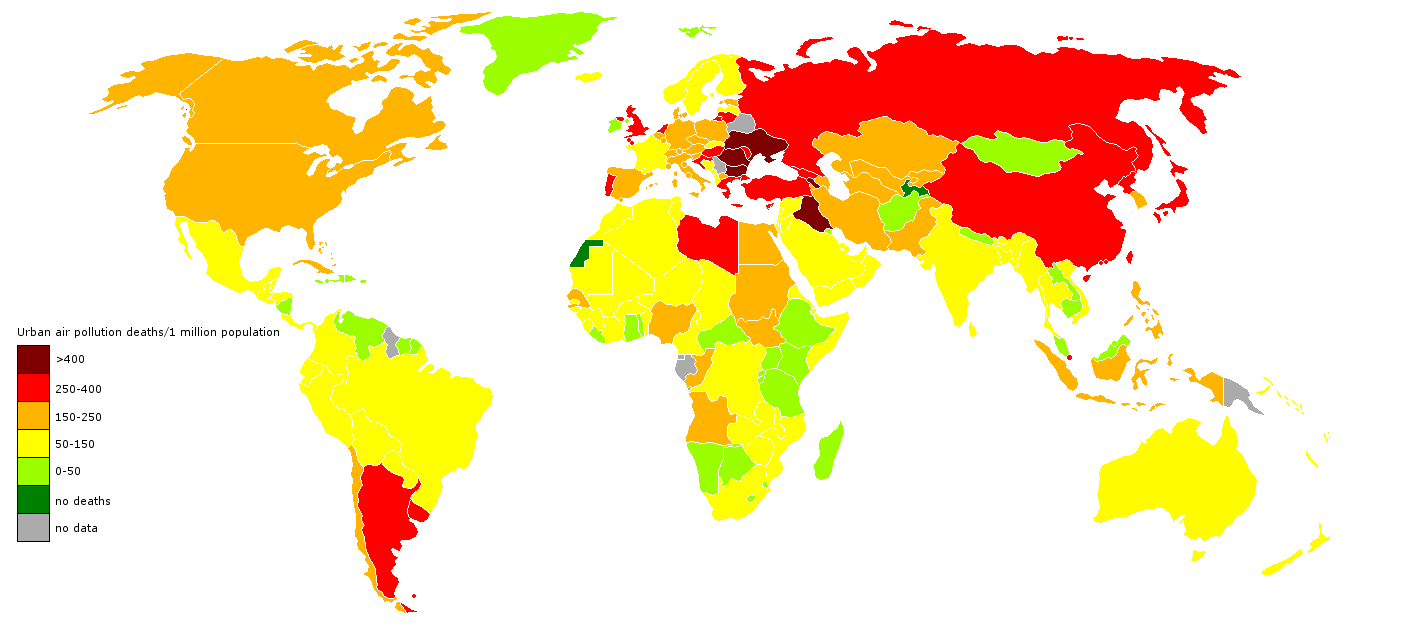
Taux de mortalité due à la pollution de l'air en 2004.
Selon l'Organisation mondiale de la santé, la pollution de l'air tue plus de sept millions de personnes par an dans le monde.

La mauvaise qualité de l'air influe directement et indirectement sur la santé respiratoire humaine. Elle peut occasionner les symptômes et maladies suivantes : toux, respiration sifflante, essoufflement, asthme, bronchopneumopathie chronique obstructive, infections pulmonaires, œdèmes des tissus pulmonaires, cancer du poumon, ou elle peut aggraver des maladies pulmonaires existantes comme l’asthme ou la MPOC. Cette forme de pollution affecte la santé globale de la personne.
Les enfants sont plus vulnérables aux polluants et à une mauvaise qualité de l'air que les adultes, en raison notamment de l'immaturité de leurs systèmes respiratoire et immunitaire et de leur plus grande proximité avec les polluants concentrés au sol. Leur santé mentale et cognitive est également affectée,,.

###### Appareils respiratoire et digestif
La pollution de l'air entraîne une augmentation des maladies respiratoires (comme asthme, angines, insuffisance respiratoire ou bronchiolite) et cardiovasculaires et est source de surmortalité. Principalement à cause des particules fines, elle cause 348 000 décès prématurés par an en Europe dans la population de plus de 30 ans et 42 090 décès prématurés en France. Chaque hausse de 10 μg de PM2,5 par mètre cube d'air (µg/m3) entraîne une augmentation de 6 % du risque de mortalité par maladies chroniques.

###### Peau
La pollution atmosphérique contribue au vieillissement cutané.

###### Appareil cardiovasculaire
L'exposition chronique à un taux important de microparticules dans l'air accroît sensiblement le nombre de maladies cardiovasculaires (infarctus du myocarde, accidents vasculaires cérébraux, angine de poitrine) et est associée à un risque accru de décès et d'infarctus fatal. Une étude nord américaine récente a conclu qu'une augmentation de l'exposition aux particules PM10 de 10 µg m−3 en moyenne sur un an, se traduit par une augmentation de 16 % du taux de mortalité global et un accroissement de 43 % du taux de mortalité par infarctus (le tabagisme et l'excès de poids étant deux facteurs aggravant le risque de mortalité), plus encore chez la femme ménopausée.

###### Fertilité
Les pesticides respirés à faible dose, mais de manière chronique sont suspectés d'affecter la santé, notamment la santé reproductive de l'Homme ainsi que celle d'un nombre croissant d'espèces animales et végétales.
On connaissait déjà les effets délétères pour la reproduction de nombreux métaux lourds ou de produits chimiques qualifiés de leurres hormonaux ou mimétiques hormonaux. Il semble aussi que les polluants les plus courants puissent avoir des effets sur la fertilité.
Selon une méta-analyse récente d'études internationales (de Pologne, Tchéquie, Brésil, États-Unis), les polluants communs de l'air auraient aussi un impact sur différentes étapes de la reproduction humaine masculine et féminine (gamétogenèse, conception, développement intra-utérin, naissance).

###### Santé de l'enfant
Les particules PM2,5 inhalées par la femme enceinte diminuent le poids de son bébé à la naissance,,.
En France, selon l'épidémiologiste Isabella Annesi-Maesano, directrice de recherche à l'Institut national de la santé et de la recherche médicale, et son équipe du laboratoire d'épidémiologie des maladies allergiques et respiratoires (EPAR), 45 % des cas d'hypotrophie seraient imputables aux particules fines, soit environ 8 300 cas par an ; l'hypotrophie entraîne souvent des séquelles d'ordre neurologique : retards de langage, problèmes de coordination motrice fine, difficultés d'apprentissage et scolaires et, dans les cas les plus sévères, une déficience intellectuelle globale se traduisant par un score anormalement bas aux tests de quotient intellectuel.

###### Espérance de vie
Dans le monde en 2015, une modélisation estimait que la pollution de l'air causait plus de trois millions de décès prématurés par an, soit bien plus que ceux dus au VIH/ SIDA ou au paludisme. Durant les guerres ou pour les pratiquants de tir, les fumées de tir peuvent aussi avoir des effets délétères.
En 2018, une nouvelle étude estime que le vrai nombre de morts a été très sous-estimé parce qu'on a négligé les pays pauvres où très peu d'études ont été faites sur le sujet, notamment en Afrique subsaharienne où l'on manquait de données sur la qualité de l'air, alors que les fumées domestiques, la pollution routière (véhicules anciens, et usage tardif d'essence plombée), les feux de décharge et de déchets, la poussière, les feux de brousse ou de savane cumulent leurs effets néfastes, notamment chez les enfants de moins de cinq ans. Pour la pollution microparticulaire, ce déficit de données a pu être contourné par l'utilisation de la télédétection associée à une modélisation de la qualité de l'air au niveau du sol. Ces résultats ont été croisées avec 65 enquêtes sur la santé des ménages de la zone subsaharienne, mettant en exergue une forte corrélation entre la mort des nourrissons et la pollution de l'air. Dans les pays étudiés, la mauvaise qualité de l'air semble expliquer plus de 20 % des décès de nourrissons (et bien d'autres décès que ceux induits par des infections respiratoires) ; soit environ 400 000 décès infantiles supplémentaires pour l'année 2015. Ce travail apporte des éléments permettant de faire des liens entre certains seuils ou niveaux de pollution et la mortalité infantile réelle. Il montre que même de modestes améliorations de la qualité de l'air auraient des effets importants pour la santé infantile de ces régions, et qu'il faut mieux comprendre les causes de mortalité autres qu'infectieuses induites par la pollution de l'air.
Réduire les fines particules en suspension dans l'air augmente l'espérance de vie. En effet, une étude réalisée en Chine a démontré qu'une réduction de 10 μg/m3 des PM2,5 peut accroître l’espérance de vie de 0,98 année. Respirer un air propre pourrait contribuer jusqu'à 15 % de l'espérance de vie globale. Certains industriels proposent des solutions de purification de l'air domestique à l'aide d'appareils de filtration, épuration, combustion, photocatalyse de l'air ainsi que le traitement de l'air au plasma froid d'oxygène afin de réduire les risques des impacts sanitaires de la pollution sur l'organisme à partir d'une analyse des différentes sources de pollution de l'air.

##### Métrologie (outils d'évaluation)
Depuis les années 1980, divers outils et méthodes d'« évaluation quantitative d'impact sur la santé » (EQIS) d’une exposition environnementale (comme la pollution de l'air) sur une population donnée existent, nécessaires pour éclairer les décisions publiques en matière de santé environnementale. Mais ces évaluations restent délicates, en raison du caractère multifactoriel des problèmes (la pollution de l'air n'est souvent qu'un des paramètres en cause).
Des protocoles épidémiologiques et écotoxicologiques affinent les évaluations des impacts de la pollution de l'air, dont pour mieux quantifier le nombre de cas attribuables à une pollution spécifique, par exemple, en France, pour les plans régionaux de la qualité de l'air (PRQA) prévus par la loi sur l'air. En France, l'évaluation se fait en six étapes : 1) définition d'une période d'étude, 2) définition d'une zone d'étude, 3) recueil et analyse d'indicateurs d'exposition à la pollution de l'air, 4) et d'indicateurs sanitaires, 5) choix de relations exposition-risque, 6) calcul du nombre de cas imputable à cette pollution.

##### Pollution de l'air extérieur classée cancérogène pour l'homme
La pollution de l'air extérieur est un facteur cancérogène, notamment pour le cancer du poumon et le cancer de la vessie. Les « matières particulaires » (particules en suspension, en anglais : particulate matter - PM, sont l'un des éléments en cause. Les principales sources de pollution sont les transports, la production stationnaire d'électricité, les émissions industrielles et agricoles, le chauffage résidentiel et la cuisine. La combustion domestique (chauffage et cuisson) du charbon et de la biomasse (principalement le bois) était déjà reconnue comme facteur cancérogène à l'intérieur des habitations.

#### Coûts du préjudice en santé environnementale
Les pollutions urbaines et routières de l'air ont un coût social et sanitaire important (mort, maladies, allergies, mal-être, etc.). D'après certaines études scientifiques (2014, 2019), la pollution de l'air tuerait plus que le tabac dans le monde.
À titre d'exemple, pour l'Europe, selon l'AEE la pollution de l'air causait, vers l'an 2000, environ 100 millions de jours d'arrêt maladie par an, et près de 350 000 décès prématurés dans l'Union européenne. Dix ans plus tard, le nombre de véhicules et de kilomètres parcourus avaient tant augmenté qu'en dépit des progrès faits par les carburants et motorisations, « la pollution due à la circulation reste nocive pour la santé dans de nombreuses régions d'Europe » ; pour un coût (publication 2013) approximativement estimé à 100 milliards d'euros, dont près de la moitié (45 milliards €/an) serait due aux seuls camions. Vers 2015 en Europe, selon l'OMS (citée par la Cour des comptes européenne), la pollution de l'air est le premier risque environnemental pour la santé (plus de 1 000 morts prématurées par jour, dix fois le nombre de tués sur la route), avec un coût externe sanitaire pour la société qui se chiffre en centaines de milliards d'euros par an.
L'industrie a aussi une responsabilité : en 2009, malgré de nombreux efforts et le règlement REACH, les 10 000 établissements considérés comme les plus polluants d'Europe ont selon l'AEE « coûté aux citoyens de 102 à 169 milliards d'euros », dont la moitié (de 51 à 85 milliards d'euros) est due aux 191 établissements les plus polluants parmi ceux-ci.
Les coûts épidémiologiques et écoépidémiologiques futurs seront peut-être élevés, dont ceux liés à l'effet de serre. Leurs causes sont dans le passé récent, et contemporaines, mais ces coûts seront à la charge des générations futures.

#### Végétaux
Les effets principaux de la pollution sur les végétaux sont :
- la pluie acide est le phénomène le plus souvent évoqué, mais il se combine avec l'exposition aux embruns routiers salés, aux embruns marins pollués (voir Biofilm) et aux apports par l'air et les pluies d'autres polluants dont des herbicides, fongicides ou insecticides transportés par l'air puis lessivés par les pluies ou directement absorbés dans les cuticules cireuses. Ces polluants affectent les plantes directement, ou indirectement à la suite de la disparition ou régression de champignons symbiotes, ou d'espèces pollinisatrices (abeilles notamment).
- le retour de produits azotés (nitrates) sur terre et dans les mers par lavage par la pluie pourrait avoir une incidence sur la prolifération[Quoi ?][réf. souhaitée].

#### Animaux
Les effets principaux de la pollution sur les animaux sont respiratoires et écotoxiques (phénomènes inflammatoires, diminution de l'immunité).
Dans les années 1990-2006, des études sur les pesticides dans l'air, et sur les pesticides dans la pluie, ont montré que certains de ces biocides sont souvent présents dans l'air et les pluies, rosées, brumes, etc. Ils sont très présents dans les pluies plusieurs jours par an (au-dessus des normes européennes pour l'eau potable, et en quantité très supérieure à ce qu'on trouve dans l'eau du robinet). Ils sont le plus présent au moment des pulvérisations ou peu après, c'est-à-dire une grande partie de l'année en zone tropicale, et le plus souvent de mai à mi-juillet (dans l'hémisphère nord, en zone tempérée). Les mesures ont montré qu'ils diffusent rapidement à grande distance, ce qui explique qu'ils sont presque aussi présents en ville dense que dans les villes industrielles et agricoles. On dispose de peu de données sur l'habitat dispersé dans les champs ou aux abords de vignes ou vergers. Les insecticides affectent directement nombre d'animaux à sang-froid en les tuant ou en les affaiblissant. Pesticides et engrais peuvent avoir de nombreux impacts sur la faune et les écosystèmes.
Les animaux domestiques tels que chiens et chats y sont exposés. Ainsi, dans les années 1980, les plombémies de 398 chiens étaient significatives (bien qu'inférieures à 8,0 µg/100 ml pour 95 % des échantillons), avec une corrélation significative entre plombémie et trafic routier. 11 % environ de la variabilité de la concentration pouvait s'expliquer par la circulation automobile proche du domicile de l'animal. L'utilisation de chiens pour le monitoring du plomb dans l'environnement a été proposée comme alternative à moindre coût aux enquêtes à grande échelle sur les êtres humains, mais sans qu'ils puissent traduire les expositions professionnelles. Les pigeons urbains ont aussi été proposés pour de tels suivis, par Tansey et Roth en 1970, puis Ohi et son équipe en 1974, puis Kendal et Scanlon en 1986.
Des chercheurs ont modélisé l'impact de la pollution de l'air sur la dispersion des fragrances de fleurs. Il ressort de ces travaux que, dans un air pur, les odeurs florales se dispersent sur des distances pouvant parfois dépasser le kilomètre, alors que dans un air pollué, l'ozone, les acides, divers oxydants et radicaux libres (hydroxyles et nitrés) et d'autres polluants dégradent ou modifient ces molécules en réduisant fortement la portée de la fragrance des fleurs (50 % du parfum d'une fleur est alors « perdu » avant d'avoir parcouru 200 m). Selon Jose D. Fuentes, coauteur de l'étude, « cela rend beaucoup plus difficile la localisation des fleurs pour les pollinisateurs ». Il estime que ces arômes sont détruits jusqu'à 90 % par la pollution, par rapport à avant l'ère industrielle, et que ce pourrait être une des causes de régression des pollinisateurs, dont les abeilles.

#### Champignons
Les champignons sont en forte régression dans les zones d'agriculture intensive et urbaines, tout comme certains lichens pour cela utilisés comme bioindicateurs de la qualité de l'air. Il est possible que les fongicides présents dans l'air et lessivés par les pluies soient responsables de la régression des espèces les plus sensibles. D'autres polluants pourraient avoir des propriétés fongicides non intentionnelles.
Les champignons sont aussi bioaccumulateurs, notamment pour les métaux lourds et les radionucléides. À ce titre, ils peuvent être utiles pour détecter des pollutions anciennes (au mercure par exemple, très bioaccumulé par les arbres, puis par les champignons, chaque espèce semblant avoir des préférences pour certains métaux[réf. souhaitée]).

### Sur le climat
Le noir de carbone émis par les véhicules et la combustion de bois, pétrole ou charbon absorbe l'infrarouge solaire et contribue au changement climatique (en se déposant sur la neige ou les glace, il accélère leur fonte).
Certains polluants atmosphériques, notamment les CFC ont une longue durée de vie et détruisent la couche d'ozone.
L'ozone est un gaz toxique et donc polluant dans l'air troposphérique (près du sol), où il est essentiellement produit par des activités humaines. À haute altitude, il est naturellement formé par les UV solaires et bloque une partie des rayons UV cancérigènes ; il y a donc un rôle positif et ne peut plus être là considéré comme polluant, ce pourquoi on parle parfois de « bon » et de « mauvais » ozone.

## Mesures et statistiques mondiales

### Monde
Selon une étude publiée en mai 2022, la pollution de l’air est responsable de neuf millions de morts chaque année dans le monde. Les pays en développement sont particulièrement concernés. Un décès sur six (16 %) lui est ainsi attribuable, ce qui en fait le premier facteur de risque environnemental en matière de maladies et de décès prématurés.

### Pays de l'OCDE
| Pays       | Émissions d'oxyde de soufre (en kg/hab) | Émissions d'oxyde d'azote (en kg/hab) | Émissions de CO2 dues à la consommation d'énergie | Émissions de CO2 dues à la consommation d'énergie |
| Pays       | Émissions d'oxyde de soufre (en kg/hab) | Émissions d'oxyde d'azote (en kg/hab) | Rapporté au PIB                                   | Rapporté au nombre d'habitants                    |
| ---------- | --------------------------------------- | ------------------------------------- | ------------------------------------------------- | ------------------------------------------------- |
| Australie  | 143                                     | 120                                   | 0,81                                              | 17,35                                             |
| Canada     | 76,0                                    | 78,0                                  | 0,72                                              | 17,49                                             |
| États-Unis | 48                                      | 65                                    | 0,45                                              | 19,48                                             |
| Grèce      | 46                                      | 29                                    | 0,73                                              | 8,67                                              |
| Pologne    | 38                                      | 21                                    | 1,66                                              | 7,68                                              |
| Espagne    | 37                                      | 35                                    | 0,52                                              | 7,68                                              |
| Tchéquie   | 23                                      | 31                                    | 1,94                                              | 11,47                                             |
| Luxembourg | 7                                       | 38                                    | 0,47                                              | 21,96                                             |

Note : la Russie et la Chine ne font pas partie de l'OCDE.
Selon l'Agence d'information sur l'énergie américaine, les rejets de CO2 aux États-Unis ont chuté de 1,3 % en 2006 à cause d'un hiver moins rigoureux.
En 2008, l'Association médicale canadienne estime que 700 000 Canadiens vont décéder prématurément des suites de maladies causées par la pollution atmosphérique au cours des deux décennies suivantes. Parmi eux, 21 000 devaient mourir en 2008 des suites de maladies pulmonaires ou cardiaques.

### Chine
Le développement industriel rapide de la Chine provoque une augmentation de la pollution atmosphérique, en particulier dans les grandes agglomérations du pays.
En 2006, la Chine est le premier pays du monde pour les émissions de dioxyde de soufre, qui ont progressé de 27 % entre 2000 et 2005. Le dioxyde de soufre est aussi un composant de la formation des pluies acides, nuisibles aux écosystèmes tels que les forêts et les lacs. Selon The New York Times, « La Chine va supplanter les États-Unis en tant que premier émetteur de CO2 d'ici à 2009 ». Les émissions d'oxydes d'azote et de dioxyde de soufre sont huit à neuf fois plus élevées que dans les pays développés.
Les conséquences de la pollution atmosphérique sur la santé des Chinois sont dramatiques : on estime qu'elle est responsable de 358 000 morts et 640 000 hospitalisations en 2004.
En tant que pays émergent, la république populaire de Chine n'est pas contrainte de respecter le protocole de Kyoto. Pourtant, le pays est affecté par le réchauffement global de la Terre : 80 % des glaciers de l'Himalaya se sont réduits, ce qui a des conséquences sur les cours d'eau qui naissent dans ces montagnes et coulent en Chine[réf. nécessaire]. En 2006, le Sichuan a connu une grave sécheresse[réf. nécessaire].
Le 21 février 2011, la pollution de l'air à Pékin bat un record, selon le service d'observation de l'ambassade des États-Unis de Pékin.
La qualité de l'air ne respecte pas les normes de l'Organisation mondiale de la santé dans 495 des 500 plus grandes villes chinoises. Une loi de protection de l'environnement doit entrer en vigueur en 2015, qui prévoit des amendes quotidiennes pour les pollueurs, nettement plus dissuasives qu'auparavant, ainsi que des inspections des émissions de polluants des usines ; 180 sociétés, souvent de grands groupes d'État, devront publier quotidiennement leurs niveaux d'émission de polluants.
En 2018, un rapport ministériel annonce que le niveau moyen de particules de 2,5 micromètres de diamètre (PM2,5) dans les 338 villes étudiées s'est établi à 39 µg/m3, en baisse de 9,3 % sur un an, après une baisse de 6,5 % en 2017.

### États-Unis

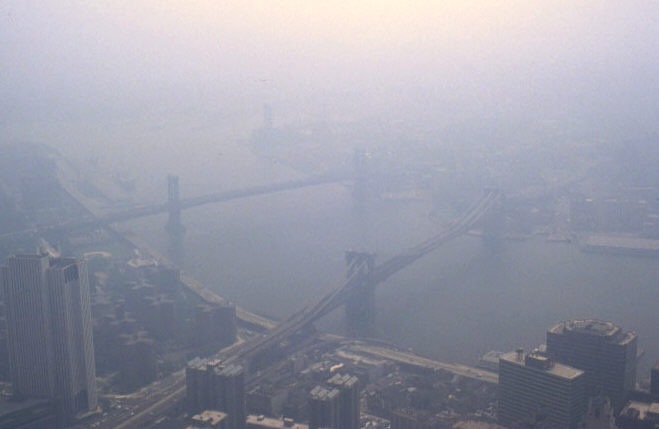
Pollution : le smog à New York (1988).

Le top 100 des pollueurs atmosphériques, établi depuis 2002 par l'université du Massachusetts à Amherst, mesure la pollution atmosphérique des entreprises industrielles aux États-Unis en se fondant sur les préconisations du Clean Air Act et de l'Agence américaine de protection de l'environnement.

### France
Une étude publiée en février 2022 par l’Observatoire régional de la santé d'Île-de-France — une structure scientifique indépendante — et Airparif estime que 8 000 décès prématurés pourraient être évités en Île-de-France chaque année si les recommandations de l’Organisation mondiale de la santé en matière de qualité de l’air étaient respectées. Cette estimation représente quatre fois le nombre de morts liées à la consommation d’alcool et quasiment autant que celles causées par le tabagisme (10 000) à l’échelle de la région la plus peuplée de France. Les principales sources identifiées sont le chauffage urbain et le trafic routier.
De 2000 à 2018, la qualité de l'air en France s'améliore pour quatre des cinq polluants les mieux suivis : la concentration de ces polluants dans l'air extérieur diminue, sauf pour l'ozone. La France demeure cependant régulièrement confrontée à des épisodes de pollution à l'ozone ou aux particules fines, et les normes européennes sont dépassées chaque année.

#### Responsabilité de l'État
À la suite de poursuites contre l'État engagées par une mère et sa fille souffrant de maux respiratoires, le tribunal administratif de Montreuil a, dans une décision rendue le 25 juin 2019, établi la responsabilité de l'État, coupable de « carence » dans la mise en œuvre du « plan de protection de l’atmosphère » en Île-de-France.
En 2020, le Conseil d'État menace le gouvernement d'une astreinte de 10 millions d'euros par semestre afin d'inciter à la prise de mesure contre la pollution de l'air. La pollution de l'air, notamment du fait des particules fines, est responsable de 48 000 à 67 000 décès prématurés par an. Cette sanction vise à induire la prise de mesures et d'un plan d'action pour ramener les concentrations en dioxyde d'azote et en particules fines en dessous des plafonds.

### Inde
Selon les statistiques officielles du Central Pollution Control Board indien, compilées par Greenpeace, le niveau de microparticules inférieures à 2,5 µm, les plus dangereuses, s'établissait en moyenne sur l'ensemble de 2013 à 153 µg/m3 à Delhi, alors qu'à Pékin, le chiffre correspondant était de 89,5. Ce niveau de pollution est 3,8 fois supérieur à la norme nationale indienne. Ce calcul corrobore le classement publié en mai 2014 par l'Organisation mondiale de la santé, où Delhi arrivait largement en tête des capitales mondiales pour la dégradation de l'air. Alors qu'à Pékin la pollution fait régulièrement les gros titres de la presse nationale et internationale et a suscité des actions exceptionnellement fortes pour limiter l'utilisation des voitures, les émissions industrielles et celles provenant du charbon, à Delhi la population semble peu sensibilisée au problème et les autorités ne font rien pour le résoudre.
La région du sous-continent indien est la plus fortement touchée. Le directeur exécutif de Greenpeace pour l’Asie du Sud-Est, Yeb Sano, explique que « En mettant de côté les pertes humaines, le coût global estimé s’élève à 225 milliards de dollars en coût du travail et à des trillions pour les coûts médicaux ».

### Suisse
En Suisse, selon le rapport « Coûts et bénéfices externes des transports en Suisse », la pollution de l'air a causé 2 200 décès prématurés en 2015 ainsi qu'un total annuel de 14 000 jours d’hospitalisation,. Les coûts pour la santé causés par la pollution atmosphérique due à la circulation en 2016 sont estimés à 3,4 milliards de francs.

### Union européenne
En Europe, selon l'Agence européenne pour l'environnement, la pollution de l'air a causé 520 000 décès prématurés en 2014, dont 487 600 dans l'Union européenne.
L'Union européenne a enregistré une amélioration nette et globale pour le dioxyde de soufre, le plomb et le monoxyde de carbone (émissions divisées par deux de 1995 à 2004, alors que les PM10 chutaient de 44 % de 1990 à 2004). Cependant, le benzène (qui a pour partie remplacé le plomb de l'essence) pose problème, de même que les pics d'ozone qui ne diminuent pas en dépit d'une baisse des émissions de précurseurs d'ozone (−36 % de 1990 à 2004).
Hormis pour les pesticides, ce sont les citadins qui sont le plus exposés, surtout dans le Benelux, la Pologne, la Tchéquie, la Hongrie, le val Pô (Italie) et le sud de l'Espagne. De 20 à 30 % des citadins de l'UE-25 sont potentiellement exposés à des taux d'au moins trois polluants (dioxyde d'azote, PM10 et ozone) dépassant les normes européennes. Pour ceux-ci, les PM10 seraient selon l'UE responsables d'une perte d'espérance de vie moyenne de neuf mois.
Des progrès sont localement constatés en matière d'acidification et eutrophisation, mais sont encore décriés comme insuffisants.
En 2004, 15 % des écosystèmes naturels ou semi-naturels de l'Europe des Vingt-Cinq étaient concernés par des retombées acides critiques, surtout à cause des retombées de nitrates et ammoniac issus de l'agriculture et d'oxydes émis par les véhicules, chaudières ou cheminées. L'Union européenne estimait, de plus, que 47 % de ces espaces d'écosystèmes étaient soumis à une eutrophisation induite par la pollution azotée de l'air.
En 2011, dans un communiqué, l'Agence européenne pour l'environnement annonce que huit États membres ont dépassé les maxima d'émission de la directive no 2001/81/CE du 23 octobre 2001 relative aux plafonds d'émissions nationaux. La directive « Eurovignette » de 2011 pourrait les y aider car elle leur permet, s'ils le désirent, d'intégrer le coût sanitaire de la pollution atmosphérique à leurs dispositifs de tarification des routes nationales et autoroutes,.
Au cours de la pandémie de Covid-19 de 2020, le Centre for Research on Energy and Clean Air (Centre de recherche sur l’énergie et l’air pur), organisme de recherche indépendant, indique que le ralentissement de l'économie lié à l'épidémie aurait permis, selon ses estimations, d'éviter 11 000 décès en Europe en un mois, en raison d'une « diminution d’environ 40 % du niveau moyen de NO2 et de 10 % pour celui de la pollution à particules », variable selon les pays.
La Cour de justice de l'Union européenne (CJCE) estime le 3 juin 2021 que l'Allemagne a dépassé le seuil limite dans l'air de dioxyde d'azote (NO2) de façon « systématique et persistante » entre 2010 et 2016 dans 26 villes, en particulier à Berlin, Stuttgart, Hambourg, Fribourg, Cologne et Düsseldorf. Ce jugement ouvre la voie, dans un deuxième temps, à d'éventuelles sanctions, si rien n'est fait pour remédier à la situation.
Selon le rapport 2023 de l'Agence européenne pour l'environnement sur l'état de la qualité de l'air, 97 % de la population urbaine était exposée en 2021 à des concentrations en particules fines (PM2.5) supérieures aux recommandations de l'OMS. L'Europe de l'est et l'Italie subissaient les concentrations les plus élevées. La part des populations urbaines exposée à des concentrations supérieures aux recommandations de l'OMS atteignait 94 % pour l'ozone, 90 % pour le dioxyde d'azote, 76 % pour les PM10 et 64 % pour le benzopyrène.

## Perspectives, prospective planétaire

### Prospective
L'Agence internationale de l'énergie a produit un premier rapport sur ce thème mi-2016, sur la base de données correspondant à l'année 2015 et de projections jusqu'en 2040 (série World Energy Outlook, perspectives énergétiques mondiales), avec des profils détaillés par pays et régions clés : États-Unis, Mexique, Union européenne, Chine, Inde, Asie du Sud-Est et Afrique. Dans ce document, un scénario « Clean Air » est proposé, qui se veut « pragmatique et réalisable », pour concilier demande d'énergie et qualité de l'air.

### Évolution de la nature de la pollution
Les produits chimiques volatiles (PCV) et en particulier les composés organiques volatils (COV) contribuent aux pics de pollution à l'ozone (qui ne régressent pas en France[réf. nécessaire]) et à une pollution de fond par des aérosols.
En Amérique du Nord et en Europe, des contrôles plus stricts ont fait diminuer les émissions de COV issus des transports et des stations essences. Mais l'humanité et ses établissements (villages, villes, conurbations de millions à dizaines de millions d'habitants) ont continué à se développer. En 2018, un bilan massique des polluants organiques volatils détaillé et mis à jour révèle qu'alors qu'en quelques décennies, l'exposition humaine aux COV libérés par les transports a diminué, la part relative des autres sources de polluants volatils a augmenté (il s'agit notamment de pesticides ou de composés relâchés par les revêtements, peintures, encre d'imprimerie, colles et adhésifs, produits de nettoyage et produits cosmétiques, parfums et produits d'hygiène du corps et nombreux autres produits de consommation courante…) dans l'exposition à la pollution de l’air a en conséquence beaucoup augmenté. Cette source est devenue presque équivalente en 2017 à celle des COV issus des énergies fossiles utilisées par les transports.
Une étude de février 2018 montre que ces produits chimiques volatils contribuent désormais presque pour moitié aux COV émis par 33 villes industrialisées étudiées. Le reste est en grande partie dû au chauffage par les combustibles fossiles. En outre, alors que le tabagisme intérieur a très fortement diminué. Les Polluants volatiles sont aussi devenus la principale source de pollution de l'air intérieur.
Les efforts visant d’atténuation de l’ozone troposphérique et les évaluations toxicologiques et écotoxicologiques doivent donc être poursuivis (car cette pollution n'a pas globalement diminué), mais ils doivent être réajustés à cette nouvelle donne (ex. : en 2018, les lois sur l’air et la santé américaines en vigueur sur les PCV mettent l'accent sur lutte contre l'ozone troposphérique et quelques substances toxiques véhiculées par l'air, mais « elles exemptent actuellement de nombreux produits chimiques sources d’aérosols organiques secondaires ». De même les modèles de prévisions de la qualité de l'air urbain (et en particulier des smogs de pollution), ainsi que le cadre politique de contrôle des émissions doivent donc être mis à jour en intégrant cette tendance.

### Radio
- « Pollution atmosphérique : respirer tue », La Méthode scientifique, France Culture, 10 mars 2021

### Bases de données
- Base de données (Open data) pour les rejets de polluants dans l'air par les principaux émetteurs industriels (installations classées pour la protection de l'environnement), par région, de 1989 à 2009 : quantités annuelles émises, nombre d'établissements concernés et seuil de collecte des données pour : ammoniac, cadmium, monoxyde de carbone (CO), etc. (fichier CSV)
- Base de données (Open data) pour les dépassements des seuils de pollution aux particules (PM2,5), par région de 2000 à 2012 : sur les PM2,5 en situation de fond urbain (SFU) : nombre de capteurs…, d'après la BDQA (Banque de données sur la qualité de l'air)

#### Ministère de l'Écologie (France)
- Lutte contre la pollution atmosphérique : Le Conseil national de l'Air annonce les progrès majeurs du plan particules
- Présentation du plan particules (6 pages)
- Effet de serre et changement climatique
- Air et pollution atmosphérique

#### Autres
- La qualité de l’air dans votre région, Fédération Atmo France
- Carte mondiale de la pollution de l'air, Agence spatiale européenne
- Lié au trafic aérien et des aéroports, Autorité de contrôle des nuisances aéroportuaires
- Pollution de l'air et santé, sur greenfacts.org.
- Ozone-info.ch
- Pollution atmosphérique, Agence européenne pour l'environnement
- Pollution de l'air en Suisse, Office fédéral de l'environnement